# Liste der Biografien/Ferr
Liste der Biografien |
Portal Biografien |
Personensuche
# |
A |
B |
C |
D |
E |
F |
G |
H |
I |
J |
K |
L |
M |
N |
O |
P |
Q |
R |
S |
T |
U |
V |
W |
X |
Y |
Z |
?
 
Fa |
Fe |
Ff |
Fh |
Fi |
Fj |
Fk |
Fl |
Fm |
Fn |
Fo |
Fr |
Ft |
Fu |
Fy
 
Fea |
Feb |
Fec |
Fed |
Fee |
Fef |
Feg |
Feh |
Fei |
Fej |
Fek |
Fel |
Fem |
Fen |
Feo |
Fer |
Fes |
Fet |
Feu |
Fev |
Few |
Fey |
Fez
 
Fera |
Ferb |
Ferc |
Ferd |
Fere |
Ferf |
Ferg |
Ferh |
Feri |
Ferj |
Ferk |
Ferl |
Ferm |
Fern |
Fero |
Ferr |
Fers |
Fert |
Feru |
Ferv |
Ferw |
Fery |
Ferz
Die Liste der Biografien führt alle Personen auf, die in der deutschsprachigen Wikipedia einen Artikel haben. Dieses ist eine Teilliste mit 794 Einträgen von Personen, deren Namen mit den Buchstaben „Ferr“ beginnt.

## Ferr

### Ferra
- Ferra, Andriana (* 1988), griechische Sprinterin
- Ferra, Ilir (* 1974), österreichischer Schriftsteller und Übersetzer
- Ferra-Mikura, Vera (1923–1997), österreichische Kinder- und Jugendbuchautorin

#### Ferrab
- Ferrabosco, Alfonso der Ältere († 1588), italienischer Komponist
- Ferrabosco, Alfonso der Jüngere, italienischer Komponist
- Ferrabosco, Domenico (1513–1574), italienischer Komponist
- Ferrabosco, Matthia, italienischer Komponist und Sänger
- Ferrabosco, Pietro, italienischer Maler, Festungsbaumeister und Architekt
- Ferraby, John (1914–1973), britischer Autor

#### Ferrac
- Ferracci-Porri, Michel (* 1949), französischer Schriftsteller

#### Ferrad
- Ferrada Moreira, Andrés Gabriel (* 1969), chilenischer Geistlicher, Kurienerzbischof der römisch-katholischen Kirche
- Ferrada, María José (* 1977), chilenische Journalistin und Schriftstellerin
- Ferradini, Marco (* 1949), italienischer Popsänger

#### Ferrae
- Ferraez, Marcos (* 1966), US-amerikanischer Schauspieler
- Ferráez, Miiel (* 1989), Person mexikanischer Nationalität im Bereich der Videokunst

#### Ferrag
- Ferragamo, Salvatore (1898–1960), italienischer Schuhdesigner
- Ferragne, Claude (1952–2024), kanadischer Hochspringer
- Ferragni, Chiara (* 1987), italienische Unternehmerin, Bloggerin, Influencerin und ModelChiara Ferragni (* 1987)

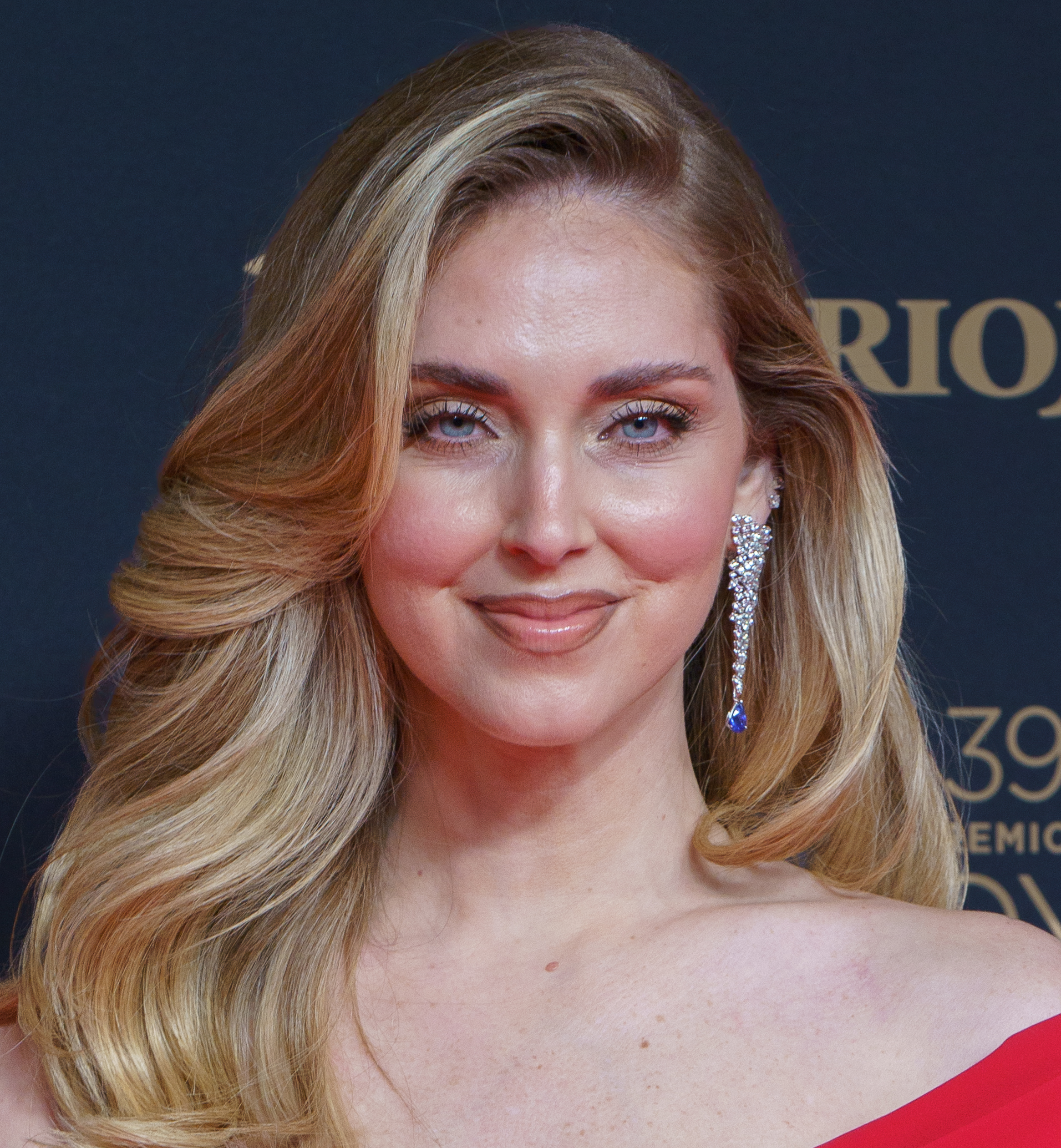
Chiara Ferragni (* 1987)

- Ferragutti, Ibelisse Guardia (* 1979), bolivianische Multimediakünstlerin
- Ferragutti, Toninho (* 1959), brasilianischer Akkordeonist und Komponist

#### Ferrah
- Ferrah, Abdelaziz (1939–2011), französisch-algerischer Schriftsteller
- Ferrah, Ichem (* 2005), französisch-algerischer Fußballspieler

#### Ferrai
- Ferraioli, Erika (* 1986), italienische Schwimmerin
- Ferraioli, Giuseppe (1929–2000), italienischer Geistlicher, römisch-katholischer Erzbischof und vatikanischer Diplomat

#### Ferral
- Ferral, Cristina (* 1993), mexikanische Fußballspielerin

#### Ferram
- Ferramenta, Rhooney de Oliveira (* 1985), brasilianischer Beachvolleyballspieler

#### Ferran
- Ferran i Clua, Jaume (1851–1929), spanischer Arzt und Bakteriologe
- Ferran, Ferrer (* 1966), spanischer Pianist, Komponist und Dirigent
- Ferran, Gil de (1967–2023), brasilianischer Rennfahrer
- Ferran, Kim (* 1958), britische Eisschnellläuferin
- Ferran, Léonie (* 1990), französische Skibergsteigerin
- Ferran, Pascale (* 1960), französische Filmregisseurin und Drehbuchautorin
- Ferran, Patsy (* 1989), spanisch-britische Schauspielerin
- Ferran, Pau († 1649), frühneuzeitlicher Ritter und Mäzen
- Ferrand, Anne (1657–1740), französische Schriftstellerin
- Ferrand, Antoine (1678–1719), französischer Jurist und libertinistischer Dichter
- Ferrand, Antoine-François-Claude (1751–1825), französischer Politiker, Historiker und Mitglied der Académie française
- Ferrand, Edouard (1965–2018), französischer Politiker (Front National), MdEP
- Ferrand, Eduard (1813–1842), deutscher Lyriker
- Ferrand, Jacqueline (1918–2014), französische Mathematikerin
- Ferrand, Jacques (* 1575), französischer Arzt
- Ferrand, Jacques (1746–1804), französischer General der Infanterie
- Ferrand, Jacques F. (* 1898), deutsch-französischer Journalist, Autor, Rundfunkmitarbeiter und Verleger
- Ferrand, Jean († 1990), französischer Eishockeytorwart und -funktionär
- Ferrand, Louis Henri Marie (1906–2003), französischer Geistlicher, Erzbischof von Tours
- Ferrand, Olivier (1969–2012), französischer Politiker der Parti socialiste
- Ferrand, Richard (* 1962), französischer Politiker
- Ferrand-Prévot, Pauline (* 1992), französische RadrennfahrerinPauline Ferrand-Prévot (* 1992)

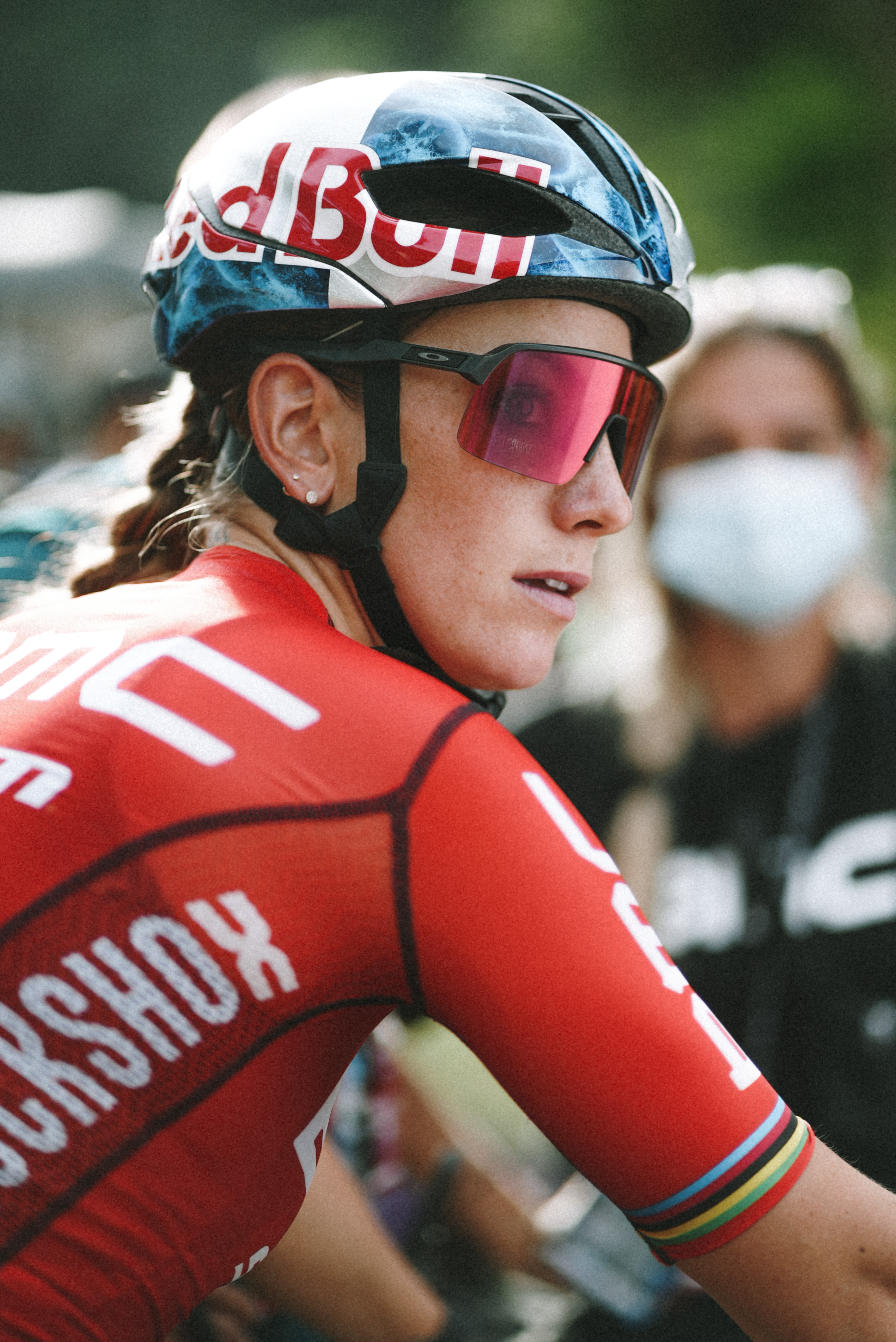
Pauline Ferrand-Prévot (* 1992)

- Ferrandina, Alfonso (1869–1955), italienischer römisch-katholischer Geistlicher, Weihbischof in Neapel
- Ferrandini, Gabriel (* 1986), portugiesischer Jazz- und Improvisationsmusiker (Schlagzeug)
- Ferrandini, Giovanni Battista († 1791), italienischer Komponist
- Ferrandini, Giovanni Battista († 1793), italienischer Maler
- Ferrandino, Giuseppe (* 1963), italienischer Politiker (PD), MdEP
- Ferrandino, Mark (* 1977), US-amerikanischer Politiker
- Ferrándiz Morales, Antonio (1928–1998), spanischer römisch-katholischer Ordensgeistlicher, Apostolischer Präfekt von San Andrés y Providencia
- Ferrándiz y Niño, José (1847–1918), spanischer Marineminister
- Ferrándiz, Pedro (1928–2022), spanischer Basketballtrainer
- Ferrando, Cristiana (* 1995), italienische Tennisspielerin
- Ferrando, Giancarlo (1939–2020), italienischer Kameramann
- Ferrando, Linda (* 1966), italienische Tennisspielerin
- Ferrando, Luigi (1911–2003), italienischer Radrennfahrer
- Ferrando, Luigi (* 1941), italienischer Geistlicher und emeritierter Bischof von Bragança do Pará (Brasilien)
- Ferrando, Rafael (* 1966), spanischer Astronom und Asteroidenentdecker
- Ferrando, Stephen (1895–1978), italienischer Ordensgeistlicher, römisch-katholischer Bischof von Shillong
- Ferrando, Viktor (* 1968), spanischer Bildhauer
- Ferrang, Werner (1924–1974), deutscher Politiker (CDU), MdB
- Ferrani, Cesira (1863–1943), italienische Opernsängerin (Sopran)
- Ferrant y Fischermans, Alejandro (1843–1917), spanischer Maler
- Ferrante I. Gonzaga (1507–1557), Vizekönig von Sizilien, Statthalter von Mailand, Graf von Guastalla
- Ferrante II. Gonzaga (1563–1630), Graf von Guastalla und Herzog von Amalfi
- Ferrante III. Gonzaga (1618–1678), Herzog von Guastalla
- Ferrante, Anthony C, US-amerikanischer FilmschaffenderAnthony C. Ferrante

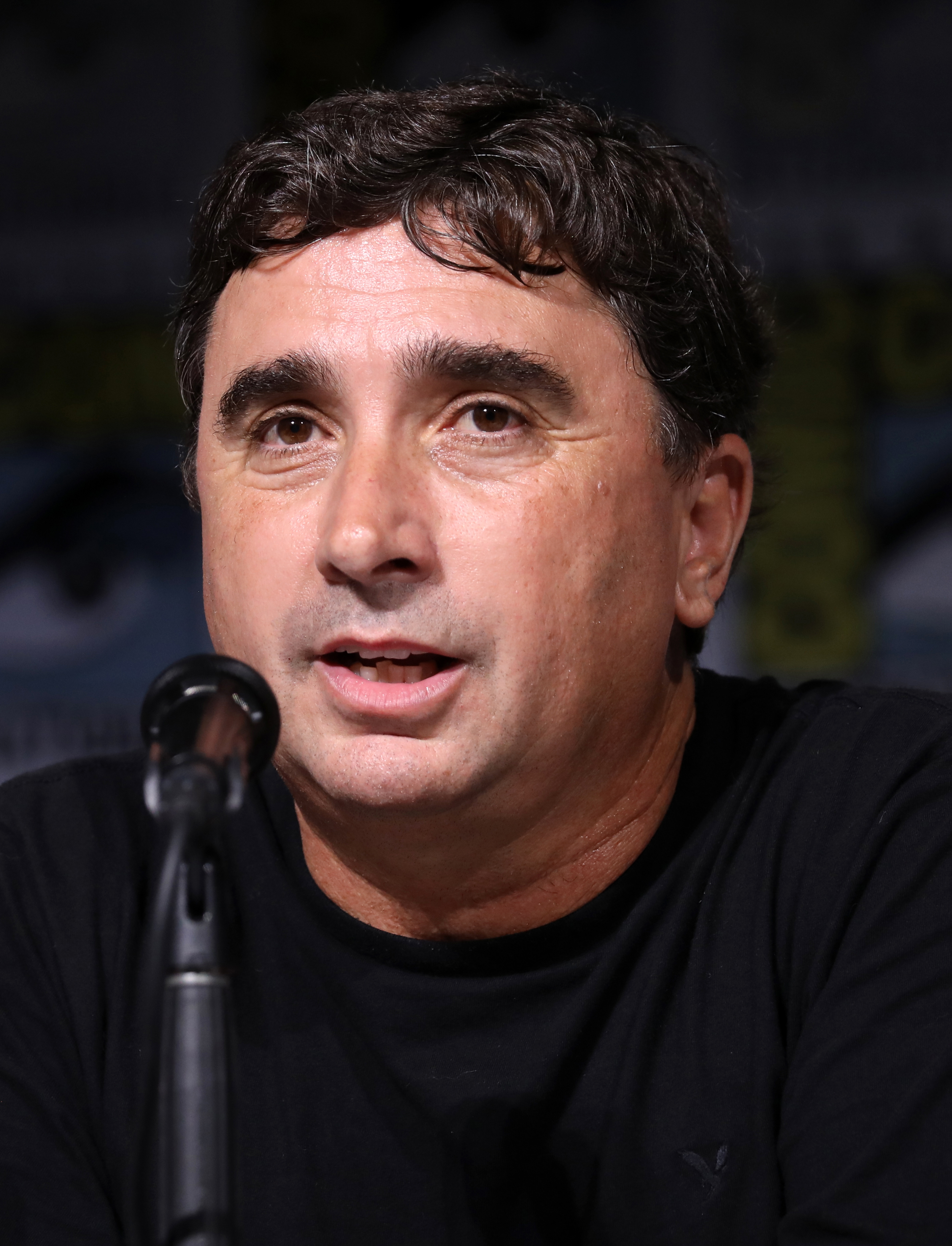
Anthony C. Ferrante

- Ferrante, Arthur (1921–2009), US-amerikanischer Pianist
- Ferrante, Elena (* 1943), italienische Schriftstellerin
- Ferrante, Jack (1916–2006), US-amerikanischer Footballspieler und -trainer
- Ferrante, Joe († 2016), US-amerikanischer Jazzmusiker
- Ferrante, Marco (* 1971), italienischer Fußballspieler
- Ferrante, Michael (* 1981), australischer Fußballspieler
- Ferrante, Russell (* 1952), US-amerikanischer Fusionmusiker
- Ferrante, Ugo (1945–2004), italienischer Fußballspieler
- Ferranti, Sebastian Ziani de (1864–1930), britischer Elektroingenieur
- Ferrantini, Gabriello, italienischer Maler des Barock
- Ferrantino, Matteo (* 1979), italienischer Koch

#### Ferrao
- Ferrão (* 1990), brasilianischer Futsal-Spieler
- Ferrão, Fernando (* 1959), portugiesischer Schauspieler
- Ferrão, Joaquim António da Silva, portugiesischer Gouverneur
- Ferrão, Julieta (1899–1974), portugiesische Kunsthistorikerin und Schriftstellerin
- Ferrão, Raul (1890–1953), portugiesischer Komponist

#### Ferrar
- Ferrar, Hartley Travers (1879–1932), Geologe
- Ferrar, Leslie Jane (* 1955), britische Wirtschaftsprüferin
- Ferrara, Abel (* 1951), US-amerikanischer Drehbuchautor, RegisseurAbel Ferrara (* 1951)

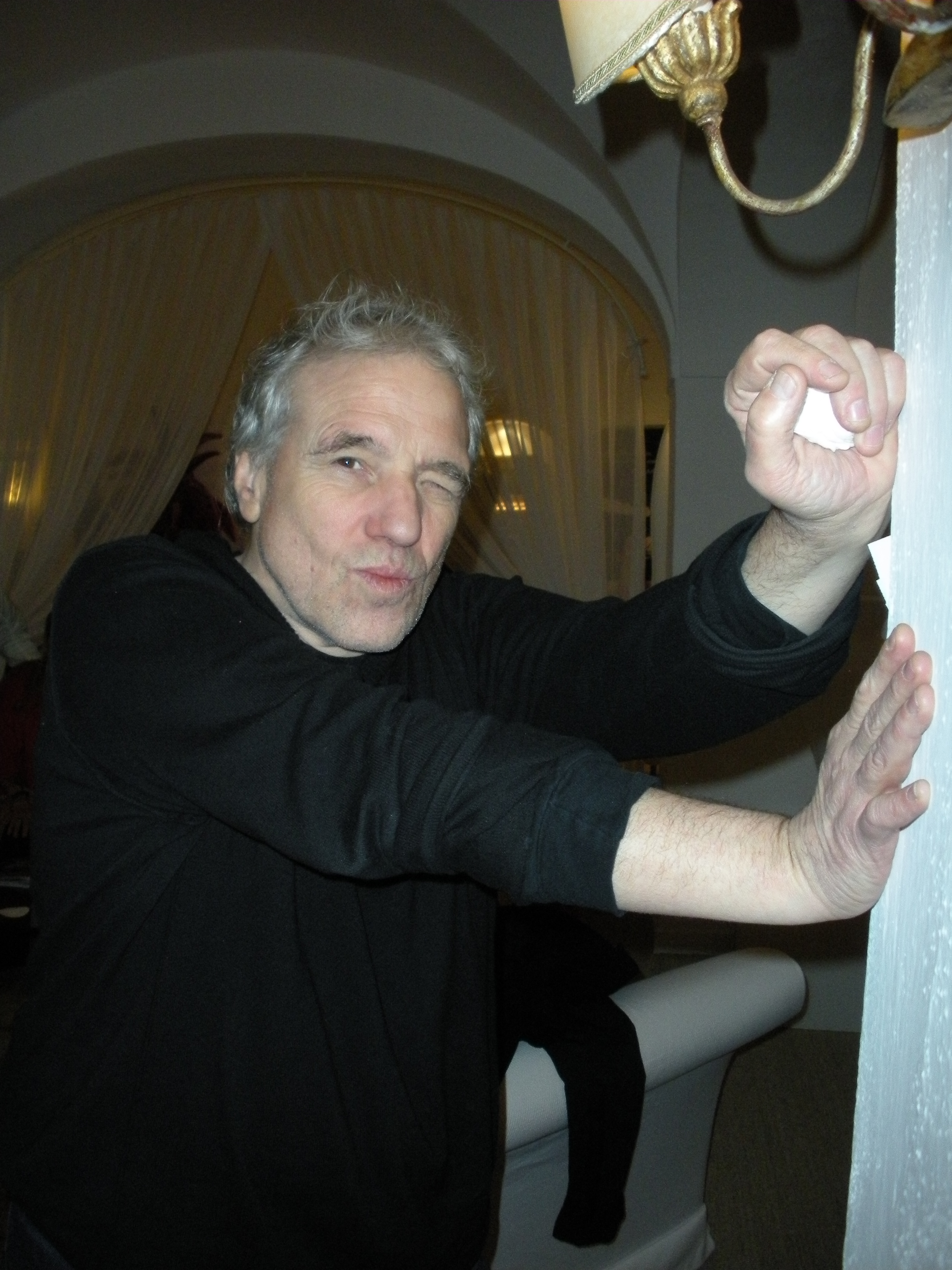
Abel Ferrara (* 1951)

- Ferrara, Adam (* 1966), US-amerikanischer Schauspieler und Komiker
- Ferrara, Andrea (1882–1954), italienischer Jurist
- Ferrara, Bruno (* 1966), italienischer Sänger
- Ferrara, Ciro (* 1967), italienischer Fußballspieler und -trainer
- Ferrara, Don (1928–2011), US-amerikanischer Jazzmusiker
- Ferrara, Francesco (1810–1900), italienischer Nationalökonom
- Ferrara, Franco (1911–1985), italienischer Violinist, Dirigent und Komponist
- Ferrara, Gabriel von († 1627), italienischer Ordensmann, Chirurg und Gründer von Krankenhäusern
- Ferrara, Giacomo (* 1990), italienischer Schauspieler
- Ferrara, Giorgio (* 1947), italienischer Theater-, Film- und Fernsehregisseur
- Ferrara, Giuliano (* 1952), italienischer Journalist und Politiker, MdEP
- Ferrara, Giuseppe (1932–2016), italienischer Filmkritiker, Dokumentarfilmer und Filmregisseur
- Ferrara, Jerry (* 1979), US-amerikanischer SchauspielerJerry Ferrara (* 1979)

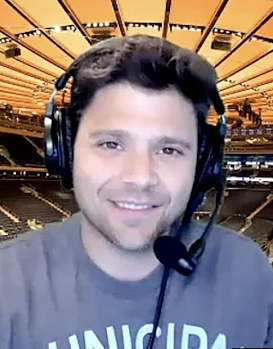
Jerry Ferrara (* 1979)

- Ferrara, Laura (* 1983), italienische Politikerin
- Ferrara, Luke (* 1993), britischer Eishockeyspieler
- Ferrara, Manuel (* 1975), französischer PornodarstellerManuel Ferrara (* 1975)

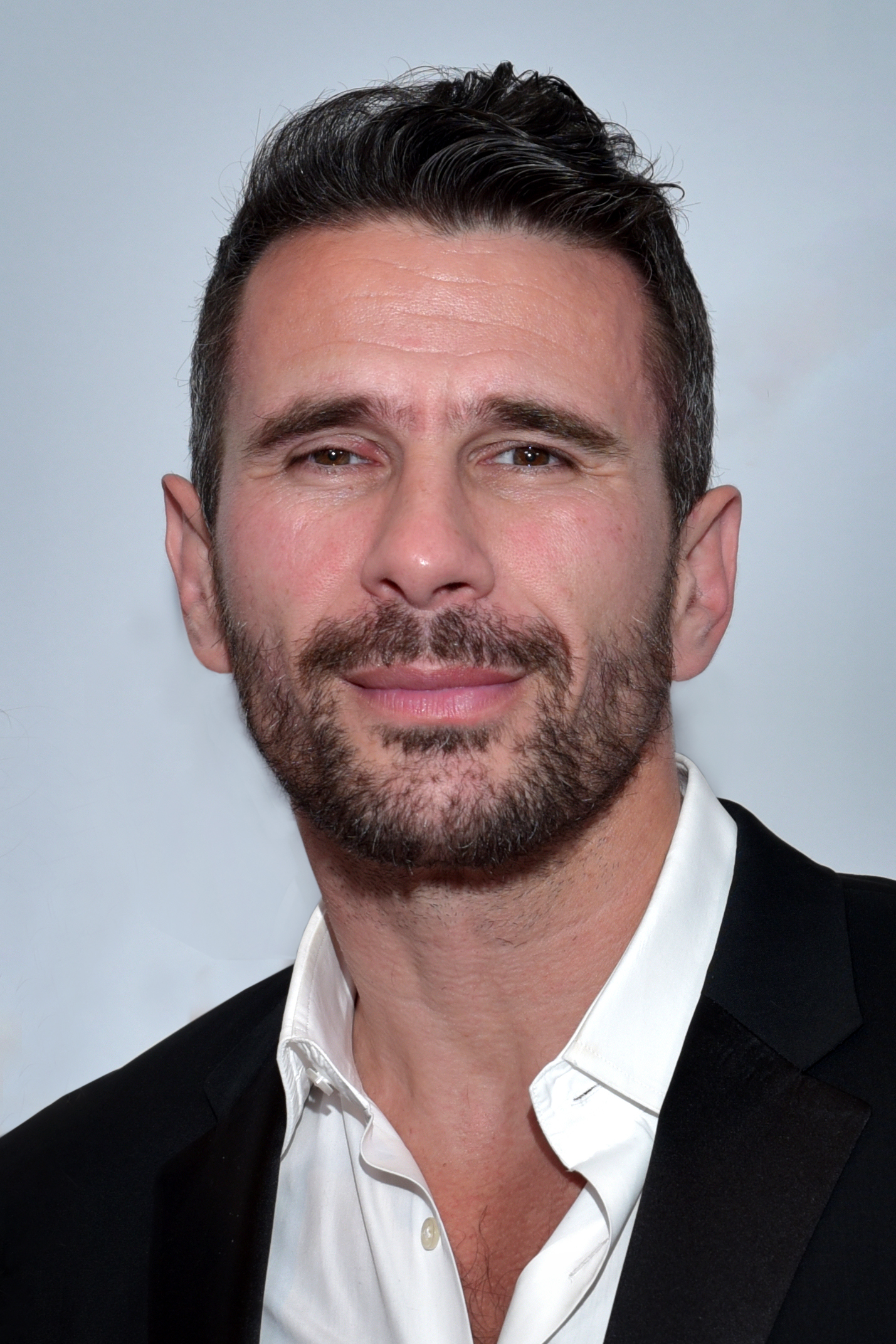
Manuel Ferrara (* 1975)

- Ferrara, Napoleone (* 1956), italienisch-US-amerikanischer Angiogenese-Forscher
- Ferrara, Ornella (* 1968), italienische Langstreckenläuferin
- Ferrara, Patrizia (* 1977), österreichische Jazzsängerin und Songschreiberin
- Ferrara, Pino (1929–2011), italienischer Schauspieler und Synchronsprecher
- Ferrara, Raffaele (* 1976), italienischer Radsportler
- Ferrara, Romano, italienischer Filmregisseur und Drehbuchautor
- Ferrara, Rosina (1861–1934), Muse des US-amerikanischen Malers John Singer Sargent
- Ferrara, Sergio (* 1945), italienischer Physiker
- Ferrara, Sotìr (1937–2017), italienischer Geistlicher, italo-albanischer Bischof von Piana degli Albanesi
- Ferrara, Theresa (1952–1979), US-amerikanische mutmaßliche Informantin der Mafia für das FBI
- Ferrara, Virginia (* 2004), italienische Tennisspielerin
- Ferrard, Jean (* 1944), belgischer Organist und Musikwissenschaftler
- Ferrarelli, Niccola (1762–1843), italienischer Kurienbischof
- Ferrarese del Bene, Adriana (* 1759), italienische Opernsängerin (Sopran)
- Ferrarese, Laura (* 1965), italienisch-kanadische Astrophysikerin und Hochschullehrerin
- Ferrarese, Paolo, italienischer Komponist
- Ferrari Aggradi, Mario (1916–1997), italienischer Politiker, Mitglied der Camera dei deputati und des Senato della Repubblica
- Ferrari Bravo, Luigi (1933–2016), italienischer Jurist
- Ferrari d’Occhieppo, Konradin (1907–2007), österreichischer Astronom
- Ferrari Kellerhof, Eddy von (1923–2000), italienischer Künstler, Maler und Graphiker (Südtirol)
- Ferrari Toniolo, Agostino (1917–2004), italienischer Geistlicher und Kurienbischof der römisch-katholischen Kirche
- Ferrari, Alberto, italienischer Fernsehregisseur und Drehbuchautor
- Ferrari, Alex (* 1993), italienischer American-Football-Spieler
- Ferrari, Alex (* 1994), italienischer Fußballspieler
- Ferrari, Alfo (1924–1998), italienischer Radrennfahrer
- Ferrari, Alfredo (1932–1956), italienischer IngenieurAlfredo Ferrari (1932–1956)

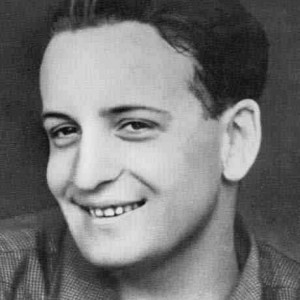
Alfredo Ferrari (1932–1956)

- Ferrari, Andrea Carlo (1850–1921), italienischer Geistlicher, Erzbischof von Mailand und Kardinal
- Ferrari, Angela (* 1961), Schweizer Sprachwissenschaftlerin
- Ferrari, Angelo (1897–1945), italienischer Schauspieler
- Ferrari, Arianna (* 1976), italienische Philosophin und Autorin
- Ferrari, Bartolomeo (1747–1820), italienischer Mathematiker und Physiker
- Ferrari, Bartolomeo (1780–1844), italienischer Bildhauer
- Ferrari, Benedetto (1603–1681), italienischer Theorbist, Kapellmeister und Komponist
- Ferrari, Caetano (* 1942), brasilianischer Ordensgeistlicher, emeritierter römisch-katholischer Bischof von Bauru
- Ferrari, Carlotta (1831–1907), italienische Komponistin und Dichterin
- Ferrari, Chloe (* 1992), US-amerikanische Volleyballspielerin
- Ferrari, Claudia (* 1977), ungarische Pornodarstellerin
- Ferrari, Danilo (1940–2007), italienischer Radrennfahrer
- Ferrari, Defendente, italienischer Maler
- Ferrari, Domenico (1722–1780), italienischer Violinist und Komponist der Frühklassik
- Ferrari, Emil (* 1995), deutscher Comedian
- Ferrari, Enrico de (1875–1945), italienischer Geistlicher
- Ferrari, Enzo (1898–1988), italienischer Rennfahrer und Gründer des Rennwagenherstellers FerrariEnzo Ferrari (1898–1988)

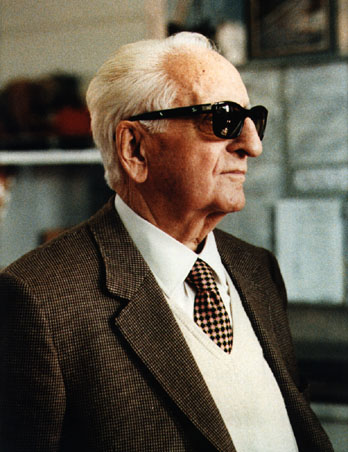
Enzo Ferrari (1898–1988)

- Ferrari, Érico (1928–1973), brasilianischer Geistlicher, römisch-katholischer Bischof von Santa Maria
- Ferrari, Ettore (1845–1929), italienischer Bildhauer, Politiker und Freimaurer
- Ferrari, Fabricio (* 1985), uruguayischer Radrennfahrer
- Ferrari, Federico (* 1969), italienischer Philosoph und Kunstkritiker
- Ferrari, Francis (* 1959), französischer Augenchirurg
- Ferrari, Franco († 1711), italienischer Zisterzienser, Abt, Theologe, Bibliothekar und Gelehrter
- Ferrari, Franziska, deutsche Schauspielerin und Werbesprecherin
- Ferrari, Gaspare Stanislao (1834–1903), italienischer Mathematiker, Astronom und Jesuit
- Ferrari, Gaudenzio († 1546), italienischer Maler
- Ferrari, Gian Marco (* 1992), italienischer Fußballspieler
- Ferrari, Giancarlo (* 1942), italienischer Bogenschütze
- Ferrari, Gianmarco (* 2000), italienischer Tennisspieler
- Ferrari, Giovanni (1907–1982), italienischer FußballspielerGiovanni Ferrari (1907–1982)

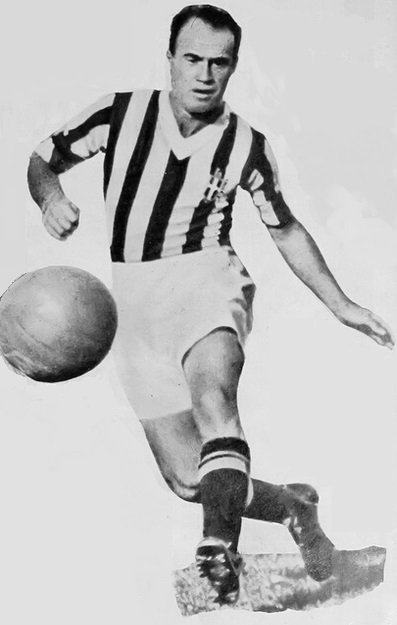
Giovanni Ferrari (1907–1982)

- Ferrari, Giovanni Baptista (1582–1655), italienischer Jesuit und Professor in Rom, Botaniker
- Ferrari, Giovanni Battista (1450–1502), italienischer Bischof und Kardinal
- Ferrari, Giovanni R. F. (* 1954), britischer Altphilologe und Philosophiehistoriker
- Ferrari, Giuseppe (1811–1876), italienischer Historiker, Philosoph und Politiker
- Ferrari, Héctor, argentinischer Fußballspieler
- Ferrari, Henri (1912–1975), französischer Gewichtheber
- Ferrari, Isabella (* 1964), italienische Schauspielerin
- Ferrari, Jean-Noël (* 1974), französischer Florettfechter
- Ferrari, Jelena Konstantinowna (1899–1938), sowjetische Agentin und Dichterin
- Ferrari, Jérôme (* 1968), französischer Schriftsteller, Übersetzer und Dozent für Philosophie
- Ferrari, Josef (1907–1958), italienischer Geistlicher, Schulamtsleiter in Südtirol
- Ferrari, Karin (* 1982), italienische Medienkünstlerin (Südtirol)
- Ferrari, Karl (* 1934), italienischer Jurist und Politiker (Südtirol)
- Ferrari, León (1920–2013), argentinischer Konzeptkünstler und Maler
- Ferrari, Leonardo de, italienischer Maler, Zeichner und Karikaturist
- Ferrari, Lodovico (1522–1565), italienischer Mathematiker
- Ferrari, Lolo (1963–2000), französische Pornodarstellerin, Moderatorin und SängerinLolo Ferrari (1963–2000)

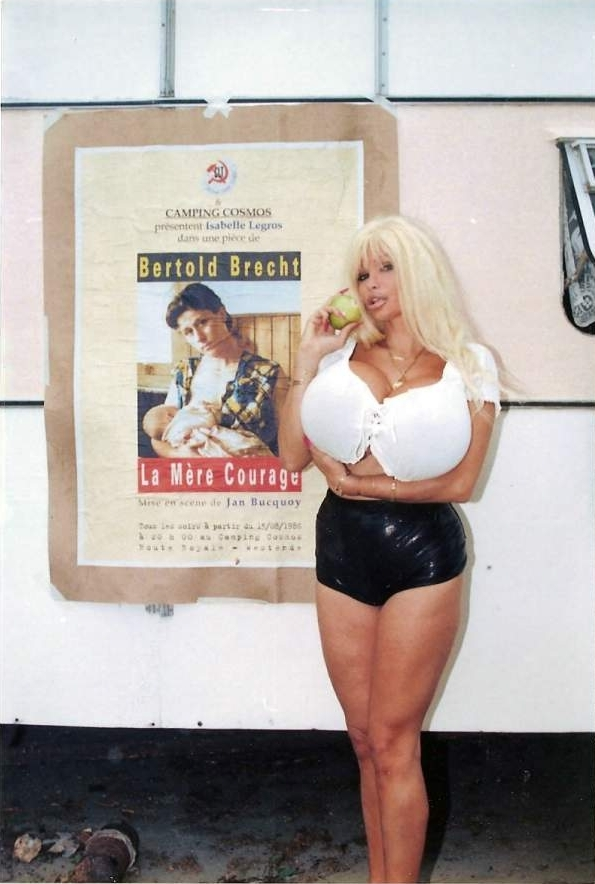
Lolo Ferrari (1963–2000)

- Ferrari, Lorenzo (* 2002), italienischer Automobilrennfahrer
- Ferrari, Luc (1929–2005), französischer Komponist, Klangkünstler und Hörspielmacher
- Ferrari, Luca (1605–1654), italienischer Maler
- Ferrari, Luca (* 1961), italienischer Diplomat
- Ferrari, Luciano (* 1998), argentinischer Weitspringer
- Ferrari, Luigi (1810–1894), italienischer Bildhauer
- Ferrari, Marco (1932–2020), italienischer römisch-katholischer Geistlicher und Weihbischof in Mailand
- Ferrari, Massimo (* 1954), italienischer Philosoph und Hochschullehrer
- Ferrari, Matteo (* 1979), italienischer Fußballspieler
- Ferrari, Michel (* 1954), niederländischer Neurologe
- Ferrari, Michele (* 1953), italienischer Sportarzt
- Ferrari, Michele Camillo (* 1964), Schweizer Mittellateinischer Philologe
- Ferrari, Nicolò (* 1928), italienischer Dokumentarfilmer, Filmregisseur und Drehbuchautor
- Ferrari, Oscar (1924–2008), argentinischer Tangosänger und Autor
- Ferrari, Ottavio (1607–1682), italienischer Gelehrter, Professor und Kritiker
- Ferrari, Paola (* 1960), italienische Journalistin
- Ferrari, Paolo (1822–1889), italienischer Lustspieldichter
- Ferrari, Patrik (* 1977), Schweizer mathematischer Physiker
- Ferrari, Piero (* 1945), italienischer Unternehmer und IndustriellerPiero Ferrari (* 1945)

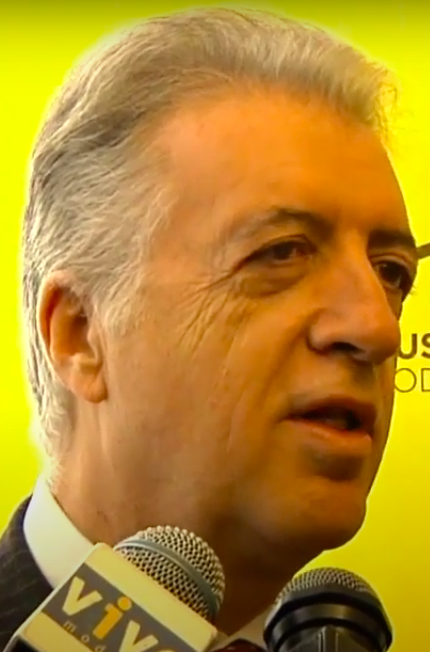
Piero Ferrari (* 1945)

- Ferrari, Pietro Melchiorre (1735–1787), italienischer Maler
- Ferrari, Renzo (* 1939), Schweizer Maler
- Ferrari, Roberto (1890–1954), italienischer Turner
- Ferrari, Roberto (1923–1996), italienischer Fechter
- Ferrari, Roberto (* 1965), argentinischer Geistlicher und römisch-katholischer Weihbischof in Tucumán
- Ferrari, Roberto (* 1983), italienischer Radrennfahrer
- Ferrari, Romolo (1894–1959), italienischer Gitarrist, Komponist und Professor für Kontrabass
- Ferrari, Sergio (1943–2016), italienischer Fußballspieler
- Ferrari, Severino (1856–1905), italienischer Dichter, Romanist und Italianist
- Ferrari, Umberto (1877–1960), italienischer Bahnradsportler
- Ferrari, Vanessa (* 1990), italienische Turnerin
- Ferrari, Vincenzo (1941–2010), italienischer Maler, Autor und Filmemacher
- Ferrari, Violetta (1930–2014), ungarische Schauspielerin und Sängerin
- Ferrari, Virgilio (1888–1975), italienischer Arzt und Politiker (PSDI), Bürgermeister von Mailand (1951–1961)
- Ferrari, Virginio (* 1952), italienischer Motorradrennfahrer
- Ferrari, Werner, deutscher Basketballspieler
- Ferrari, Werner (* 1946), Schweizer Serienmörder
- Ferrari, William (1901–1962), US-amerikanischer Artdirector und Szenenbildner
- Ferrari-Brunnenfeld, Mario (1932–2001), österreichischer Politiker (FPÖ, später FDP)
- Ferrari-Hardoy, Jorge (1914–1977), argentinischer Architekt und Designer
- Ferrarin, Arturo (1895–1941), italienischer Flugpionier und Pilot der italienischen Luftwaffe
- Ferrarin, Jean-Claude (* 1946), französischer Autorennfahrer
- Ferrarini, Giulio Cesare (1807–1891), italienischer Dirigent, Geiger und Musikpädagoge
- Ferrario, Angelo (1908–1997), italienischer Sprinter
- Ferrario, Cesare (* 1948), italienischer Filmregisseur und Drehbuchautor
- Ferrario, Davide (* 1956), italienischer Filmregisseur und Drehbuchautor
- Ferrario, Enzo (* 2000), chilenischer Fußballspieler
- Ferrario, Federico († 1802), italienischer Maler
- Ferrario, Joseph Anthony (1926–2003), US-amerikanischer Geistlicher, katholischer Bischof
- Ferrario, Libero (1901–1930), italienischer Radrennfahrer und Weltmeister
- Ferrario, Mariano (* 1974), US-amerikanischer Freestyle-Skier
- Ferrario, Moreno (* 1959), italienischer Fußballspieler
- Ferrario, Paolo (1883–1916), italienischer Offizier
- Ferrario, Rosina (1888–1957), italienische Pilotin
- Ferrario, Ruggero (1897–1976), italienischer Radrennfahrer
- Ferraris, Amalia (1832–1904), italienische Tänzerin
- Ferraris, Arthur von (1856–1936), österreichisch-ungarischer Maler
- Ferraris, Attilio (1904–1947), italienischer Fußballspieler
- Ferraris, Galileo (1847–1897), italienischer Ingenieur und PhysikerGalileo Ferraris (1847–1897)

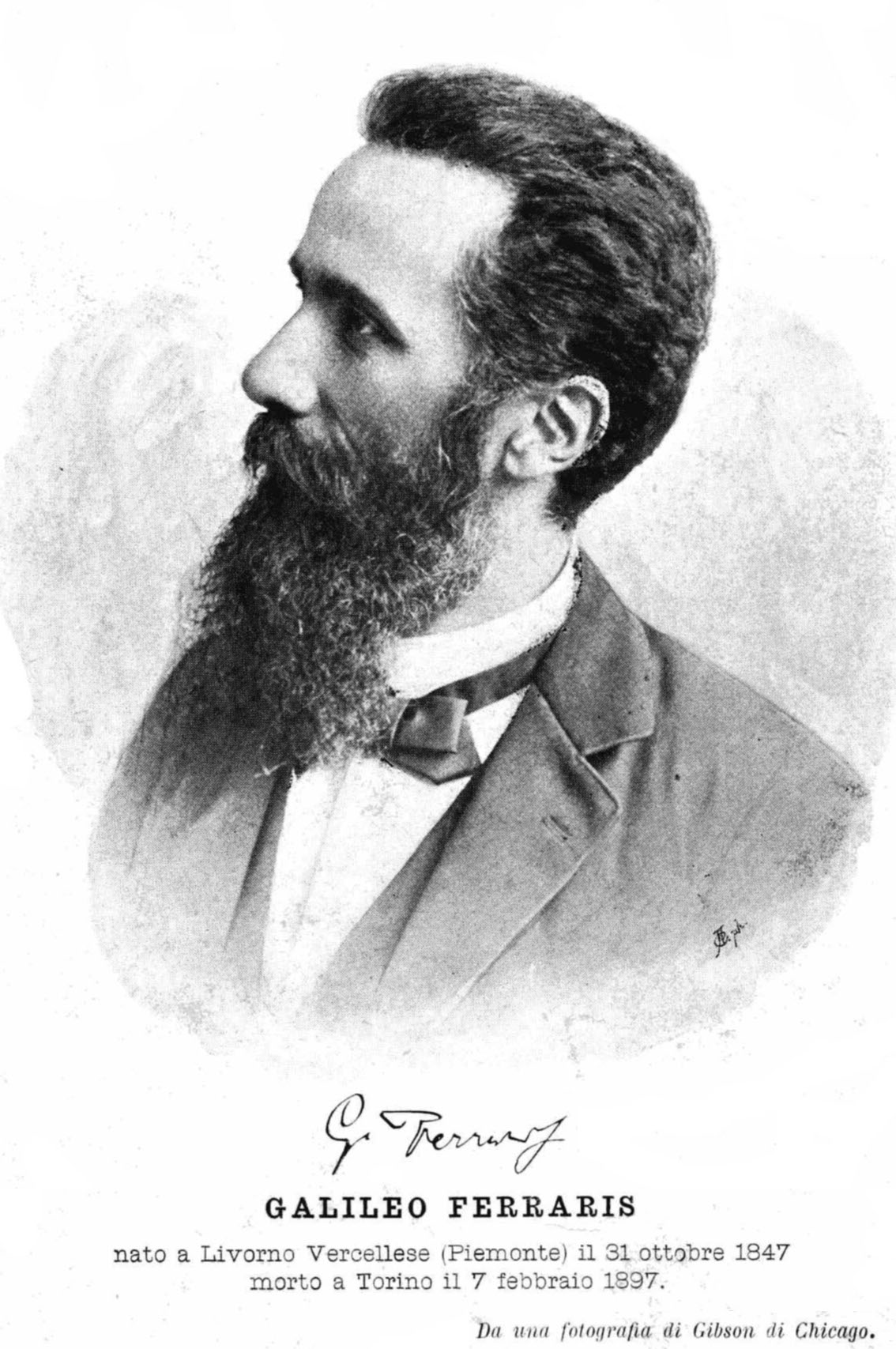
Galileo Ferraris (1847–1897)

- Ferraris, Gianluca (1976–2022), italienischer Schriftsteller, Kolumnist und Medienwissenschaftler
- Ferraris, Giuliano (1935–2016), italienischer Eishockeytorwart
- Ferraris, Joseph Johann von (1726–1814), österreichischer Feldmarschall und Freimaurer
- Ferraris, Luigi (1887–1915), italienischer Fußballspieler
- Ferraris, Luigi Vittorio (1928–2018), italienischer Diplomat, Staats- und Rechtswissenschaftler
- Ferraris, Mario (1885–1959), italienischer Fußballspieler
- Ferraris, Maurizio (* 1956), italienischer Philosoph
- Ferraris, Pietro (1912–1991), italienischer Fußballspieler
- Ferraris, Roberto (* 1952), italienischer Sportschütze
- Ferraris, Zoë (* 1970), US-amerikanische Krimi-Schriftstellerin
- Ferrarius, Johannes († 1558), deutscher Jurist, Theologe und Philosoph
- Ferraro, Antonio (1523–1609), italienischer Bildhauer und Stuckateur
- Ferraro, Carmelo (* 1932), italienischer Geistlicher, emeritierter Erzbischof von Agrigent
- Ferraro, Daphne (* 1992), deutsch-dänische Drehbuchautorin
- Ferraro, Geraldine (1935–2011), US-amerikanische Politikerin (Demokraten)Geraldine Ferraro (1935–2011)

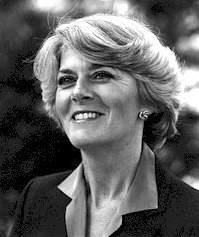
Geraldine Ferraro (1935–2011)

- Ferraro, Giovan Battista († 1562), neapolitanischer Reitmeister der Renaissance
- Ferraro, Kathleen (* 1951), US-amerikanische Soziologin und Hochschullehrerin
- Ferraro, Landon (* 1991), kanadischer Eishockeyspieler
- Ferraro, Mario (* 1998), kanadischer Eishockeyspieler
- Ferraro, Orazio (1561–1643), italienischer Maler und Stuckateur
- Ferraro, Pier Miranda (1924–2008), italienischer Opernsänger (Tenor)
- Ferraro, Ralph (1929–2012), US-amerikanischer Musiker, Arrangeur und Filmkomponist
- Ferraro, Ray (* 1964), kanadischer Eishockeyspieler
- Ferraro, Renan (* 1962), brasilianischer Radrennfahrer
- Ferraroni, Teresio (1913–2007), römisch-katholischer Bischof von Como
- Ferrars, Elizabeth (1907–1995), britische Schriftstellerin
- Ferrars, Max Henry (1846–1933), britischer Kolonialbeamter, Autor, Fotograf und Hochschullehrer
- Ferrary, Jean-Louis (1948–2020), französischer Althistoriker
- Ferrary, Philipp von (1850–1917), Philatelist, Besitzer der weltweit größten BriefmarkensammlungPhilipp von Ferrary (1850–1917)

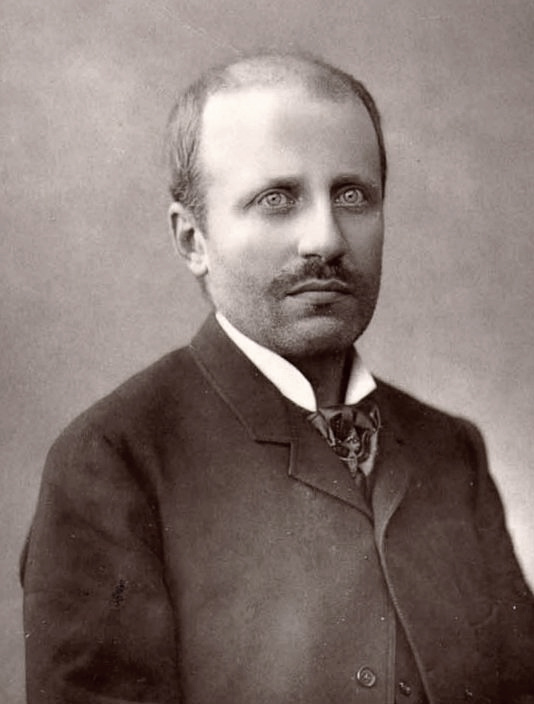
Philipp von Ferrary (1850–1917)

#### Ferras
- Ferras, Christian (1933–1982), französischer Violinist
- Ferrasius Avitus, Publius, römischer Centurio (Kaiserzeit)

#### Ferrat
- Ferrat, Jean (1930–2010), französischer Komponist und Sänger
- Ferrat, Julien (* 1991), deutscher Kommunalpolitiker
- Ferrata, Domenico (1847–1914), italienischer Geistlicher, Kardinalstaatssekretär
- Ferrata, Ercole (1610–1686), italienischer Bildhauer
- Ferrater, Gabriel (1922–1972), katalanischer Dichter, Übersetzer, Literaturkritiker und Linguist
- Ferrato, Donna (* 1949), US-amerikanische Fotojournalistin und Aktivistin
- Ferratti, Rebecca (* 1964), US-amerikanische Schauspielerin und Model

#### Ferrau
- Ferrauti, Alexander (* 1960), deutscher Sportwissenschaftler und HochschullehrerAlexander Ferrauti (* 1960)

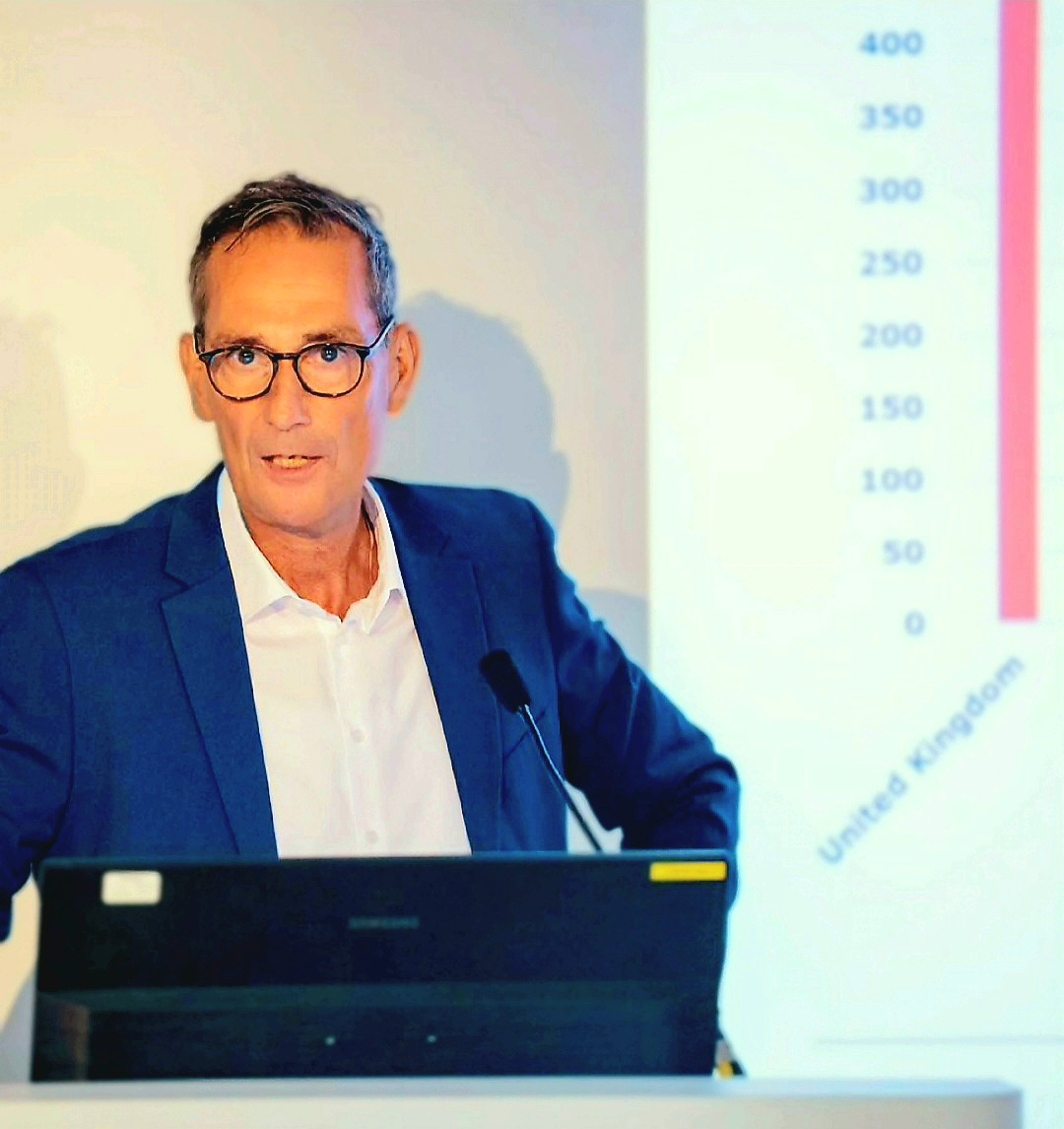
Alexander Ferrauti (* 1960)

#### Ferraz
- Ferraz, Aílton (* 1966), brasilianischer Fußballspieler und -trainer
- Ferraz, Alfredo (1901–1960), portugiesischer Karambolagespieler und Weltmeister
- Ferraz, Antonio (1929–2024), spanischer Radrennfahrer
- Ferraz, Artur Ivens (1870–1933), portugiesischer General, Politiker und Ministerpräsident
- Ferraz, João (* 1990), portugiesischer Handballspieler
- Ferraz, Mónica (* 1980), portugiesische Soul-/Pop-Sängerin und Songwriterin
- Ferraz, Salomão Barbosa (1880–1969), brasilianischer Geistlicher und katholischer Bischof in Brasilien
- Ferraz, Simone (* 1990), brasilianische Leichtathletin
- Ferraz, Valentín (1794–1866), spanischer Politiker und Ministerpräsident
- Ferrazza, Daniele (* 1993), italienischer Curler
- Ferrazzano, Agesilao (1897–1980), argentinischer Geiger, Bandleader und Tangokomponist
- Ferrazzano, Nerón (1903–1977), argentinischer Cellist, Kontrabassist und Tangokomponist
- Ferrazzetta, Settimio Arturo (1924–1999), italienischer römisch-katholischer Ordensgeistlicher, Bischof von Bissau
- Ferrazzi, Ferruccio (1891–1978), italienischer Maler und Bildhauer
- Ferrazzi, Pierpaolo (* 1965), italienischer Kanute

### Ferre
- Ferré Gaset, Txell (* 2006), spanische Synchronschwimmerin
- Ferre, Adriano (* 1987), österreichischer Musikproduzent
- Ferré, Boulou (* 1951), französischer Jazzgitarrist
- Ferré, Elios (* 1956), französischer Jazzgitarrist
- Ferré, Gianfranco (1944–2007), italienischer Modedesigner und Unternehmer
- Ferre, Gonzalo (* 1954), spanischer Manager
- Ferré, Josep (* 1983), spanischer Fußballtrainer
- Ferré, Léo (1916–1993), französischer Musiker und AnarchistLéo Ferré (1916–1993)

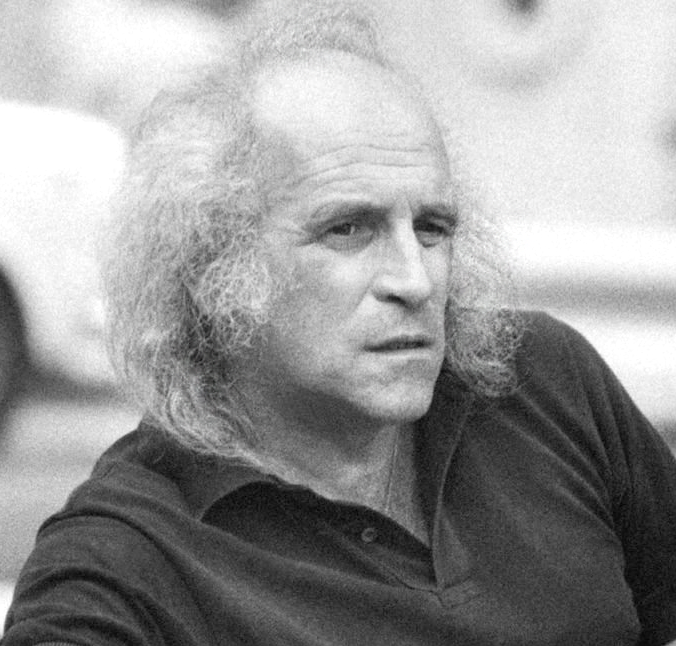
Léo Ferré (1916–1993)

- Ferré, Luis A. (1904–2003), puerto-ricanischer Politiker
- Ferre, Michelle (* 1973), französisch-japanische Schauspielerin
- Ferré, Norbert (* 1975), französischer Zauberkünstler
- Ferre, Pilar Buira (* 1961), katalonische Choreografin, Performerin, Tanzpädagogin und Kulturveranstalterin
- Ferré, Rosario (1938–2016), puerto-ricanische Schriftstellerin
- Ferre, Todd (* 1999), indonesischer Fußballspieler

#### Ferrec
- Ferreccio, Francisco (* 2005), argentinischer Hürdenläufer

#### Ferree
- Ferree, Myra Marx (* 1949), US-amerikanische Soziologin

#### Ferrei
- Ferrein, Antoine (1693–1769), französischer Arzt und Anatom
- Ferreira Aldunate, Wilson (1919–1988), uruguayischer Politiker
- Ferreira Álvares, José Lafayette (1903–1997), brasilianischer römisch-katholischer Geistlicher und Bischof von Bragança Paulista
- Ferreira Arreola, Francisco (1911–1977), mexikanischer römisch-katholischer Geistlicher und Bischof von Texcoco
- Ferreira Braga, Carlos Alberto (1907–2006), brasilianischer Liedermacher und Sänger
- Ferreira Campos, Edimo (* 1983), brasilianischer Fußballspieler
- Ferreira da Costa, Miguel (* 1954), brasilianischer Bischof
- Ferreira da Silva, Aírton (1934–2012), brasilianischer Abwehrspieler
- Ferreira da Silva, João Luiz (* 1981), brasilianischer Fußballspieler
- Ferreira da Silva, Reginaldo (* 1983), brasilianischer Fußballspieler
- Ferreira da Silva, Sandro José (* 1986), brasilianischer Fußballspieler
- Ferreira da Silva, Tomé (* 1961), brasilianischer Geistlicher, römisch-katholischer Bischof São José do Rio Preto
- Ferreira da Silva, Virgulino (1898–1938), brasilianischer Räuber, Anführer einer brasilianischen Cangaços-BandeVirgulino Ferreira da Silva (1898–1938)

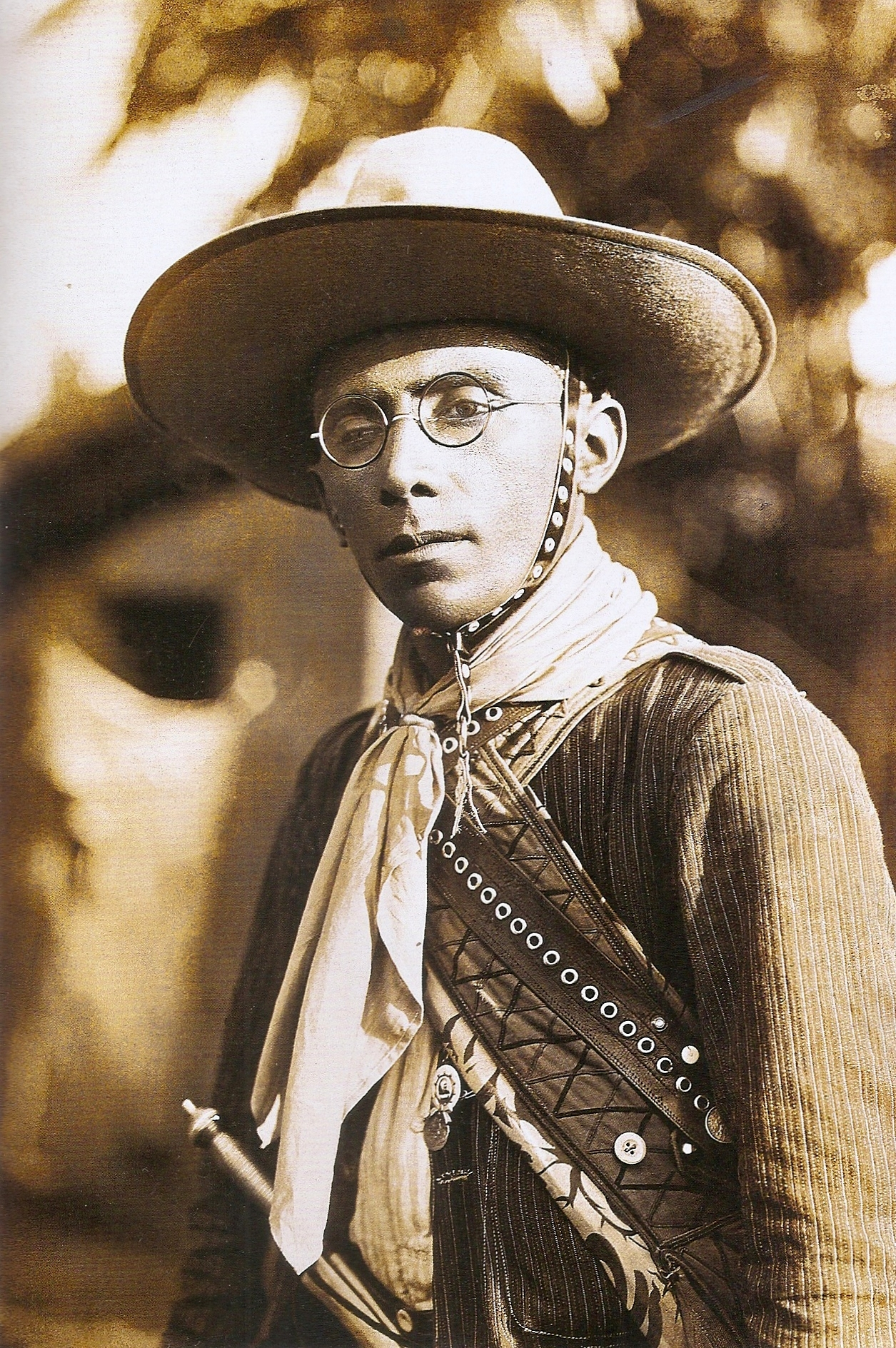
Virgulino Ferreira da Silva (1898–1938)

- Ferreira de Almeida, Manuel, portugiesischer Gouverneur von Portugiesisch-Timor
- Ferreira de Melo, Joaquim (1873–1940), brasilianischer Geistlicher, römisch-katholischer Bischof von Pelotas
- Ferreira dos Santos, Célio (* 1987), brasilianisch-osttimoresischer Fußballspieler
- Ferreira dos Santos, Tauã (* 1993), brasilianischer Fußballspieler
- Ferreira dos Santos, Thiago (* 1987), brasilianischer Fußballspieler
- Ferreira dos Santos, Valdemir (* 1960), brasilianischer Geistlicher, römisch-katholischer Bischof von Penedo
- Ferreira dos Santos, Wagner (* 1985), brasilianischer Fußballspieler
- Ferreira García, Eva (* 1963), spanische Mathematikerin und Hochschullehrerin
- Ferreira Júnior, Nilton (* 1987), brasilianischer Fußballspieler
- Ferreira Leite, Manuela (* 1940), portugiesische Wirtschaftswissenschaftlerin und Politikerin
- Ferreira Pereira, Sidcley (* 1993), brasilianischer Fußballspieler
- Ferreira Rodrigues Pires, Jaqueline Maria Duarte Pires (* 1968), kap-verdische Diplomatin
- Ferreira Rodrigues, Jorge Manuel (* 1982), portugiesischer Fußballspieler
- Ferreira Salles, José Luiz (* 1957), brasilianischer Ordensgeistlicher, römisch-katholischer Bischof von Pesqueira
- Ferreira Sandramo, António Juliasse (* 1968), mosambikanischer Geistlicher und römisch-katholischer Bischof von Pemba
- Ferreira Sousa, Ricardo Manuel (* 1981), portugiesischer Fußballspieler
- Ferreira Vaz, Savio Antonio (* 1966), indischer Theologe
- Ferreira Viçoso, Antônio (1787–1875), portugiesischer Ordensgeistlicher, römisch-katholischer Bischof von Mariana
- Ferreira y Artigas, Fermín (1831–1872), uruguayischer Politiker und Schriftsteller
- Ferreira, Abel (1915–1980), brasilianischer Komponist, Klarinettist und Saxophonist
- Ferreira, Abel (* 1978), portugiesischer Fußballspieler und -trainerAbel Ferreira (* 1978)

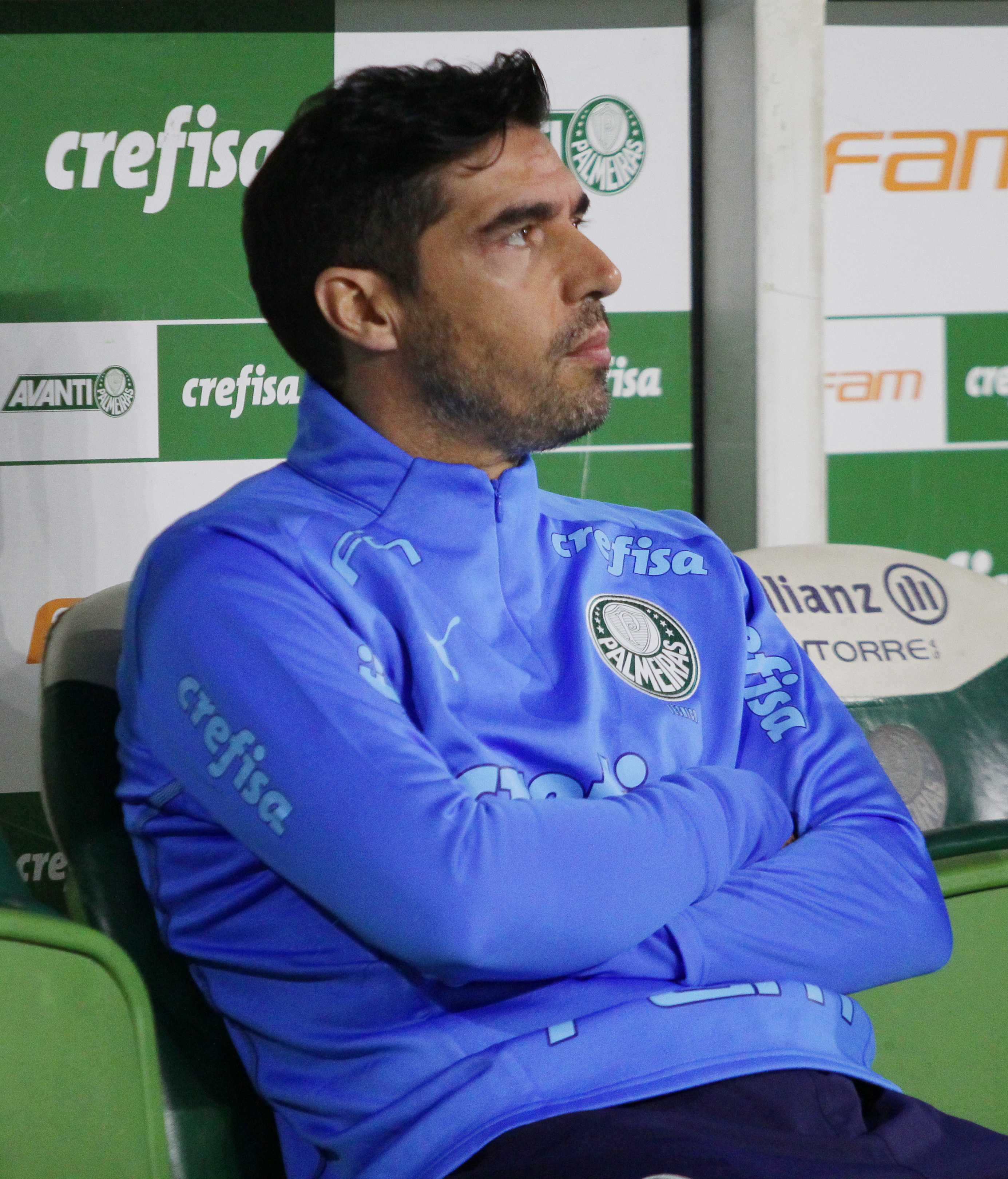
Abel Ferreira (* 1978)

- Ferreira, Adelaide (* 1959), portugiesische Sängerin und Schauspielerin
- Ferreira, Alex (* 1994), US-amerikanischer Freestyle-Skier
- Ferreira, Aline da Silva (* 1986), brasilianische Ringerin
- Ferreira, Amber (* 1982), US-amerikanische Triathletin
- Ferreira, Ana (* 1975), portugiesische Badmintonspielerin
- Ferreira, Anacleto Bento (* 1971), osttimoresischer Politiker
- Ferreira, Ângela (* 1958), portugiesisch-südafrikanische Künstlerin
- Ferreira, Anne (* 1961), französische Politikerin (PS), MdEP
- Ferreira, Antónia (1811–1896), portugiesische Unternehmerin
- Ferreira, António (1528–1569), portugiesischer Dichter, Dramatiker und Humanist
- Ferreira, António (* 1970), portugiesischer Filmschaffender
- Ferreira, Antônio Luiz Catelan (* 1970), brasilianischer römisch-katholischer Geistlicher, Weihbischof in Rio de Janeiro
- Ferreira, António Mega (1949–2022), portugiesischer Schriftsteller, Jurist, Kommunikationswissenschaftler, Journalist und Kulturfunktionär
- Ferreira, António Verdial de Silva (* 1968), osttimoresischer Politiker
- Ferreira, Athos Damasceno (1902–1975), brasilianischer Dichter, Autor, Übersetzer, Journalist, Literaturkritiker und Historiker
- Ferreira, Barbie (* 1996), US-amerikanische Schauspielerin und Model
- Ferreira, Beatriz (* 1992), brasilianische Boxerin
- Ferreira, Cipriano Esteves, osttimoresischer Politiker
- Ferreira, Claudia (* 1998), portugiesische Speerwerferin
- Ferreira, Conceição (* 1962), portugiesische Langstreckenläuferin
- Ferreira, Cristian (* 1999), argentinischer Fußballspieler
- Ferreira, Cristina Alves Oliveira (* 1982), brasilianische Volleyballspielerin
- Ferreira, Cristóvão, portugiesischer Missionar der Societas Jesu
- Ferreira, Diego (* 1985), uruguayischer Fußballspieler
- Ferreira, Diogo (* 1989), australischer Fußballspieler
- Ferreira, Diogo (* 2001), portugiesischer Handball- und Beachhandballspieler
- Ferreira, Douglas (* 1986), brasilianischer Fußballspieler
- Ferreira, Douglas Starnley (* 1993), brasilianischer Fußballspieler
- Ferreira, Duarte (* 1992), angolanischer Rennfahrer
- Ferreira, Elias dos Santos (* 1963), osttimoresischer Beamter
- Ferreira, Elisa (* 1955), portugiesische Politikerin (Partido Socialista), MdEP
- Ferreira, Elizário (* 1973), osttimoresischer Politiker
- Ferreira, Ellis (* 1970), südafrikanischer Tennisspieler
- Ferreira, Emilio (* 1991), uruguayischer Fußballspieler
- Ferreira, Fatima (* 1959), österreichische Allergologin, Leiterin des Christian-Doppler-Labors für Allergiediagnose und Therapie
- Ferreira, Felipe (* 1988), brasilianischer Fußballspieler
- Ferreira, Fernanda (* 1980), brasilianische Volleyballspielerin
- Ferreira, Fernando (* 1994), brasilianischer Leichtathlet
- Ferreira, Filipe (* 1990), portugiesischer Fußballspieler
- Ferreira, Fionn, irischer ErfinderFionn Ferreira

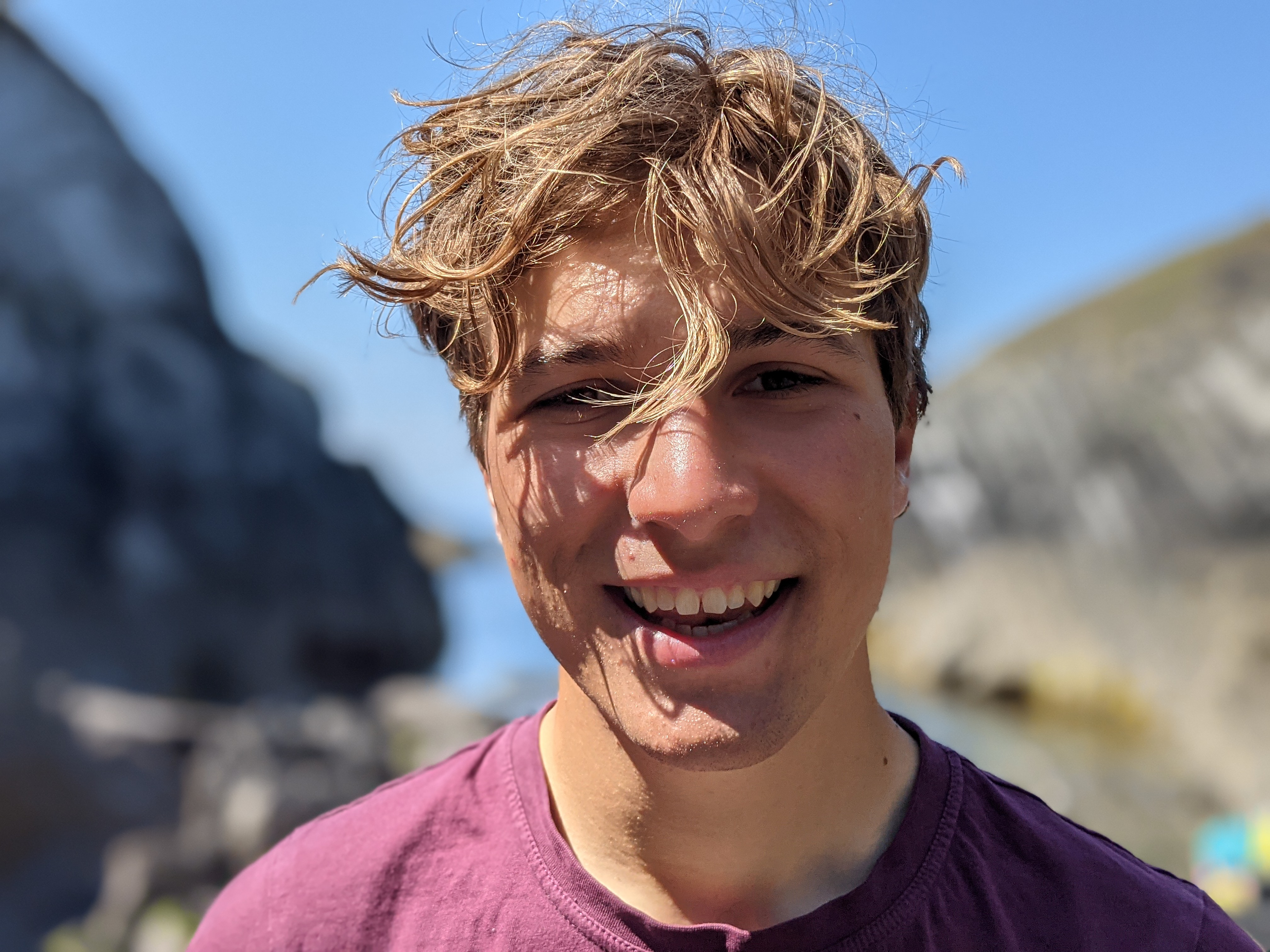
Fionn Ferreira

- Ferreira, Florentino Mateus Soares, osttimoresischer Geologe und Beamter
- Ferreira, Francisco, portugiesischer Soldat
- Ferreira, Germán (1991–2022), uruguayischer Fußballspieler
- Ferreira, Givanilton Martins (* 1991), brasilianischer Fußballspieler
- Ferreira, Guto (* 1965), brasilianischer Fußballtrainer
- Ferreira, Herlison Caion de Sousa (* 1990), brasilianischer Fußballspieler
- Ferreira, Isabel da Costa (1974–2023), osttimoresische Juristin, Politikerin und Ehefrau des ehemaligen Staatspräsidenten Taur Matan Ruak
- Ferreira, Isabella (* 2002), US-amerikanische Schauspielerin
- Ferreira, Italo (* 1994), brasilianischer Surfer
- Ferreira, Ivo (* 1975), portugiesischer Filmregisseur
- Ferreira, Jack (* 1944), US-amerikanischer Eishockeyfunktionär
- Ferreira, Jeferson de Sousa (* 1995), brasilianischer Fußballspieler
- Ferreira, Jeorá Matos (* 1964), brasilianischer Fußballspieler
- Ferreira, Jeová Elias (* 1961), brasilianischer Geistlicher und römisch-katholischer Bischof von Goiás
- Ferreira, Jesualdo (* 1946), portugiesischer Fußballtrainer
- Ferreira, Jesús (* 2000), kolumbianisch-US-amerikanischer Fußballspieler
- Ferreira, João (* 1978), portugiesischer Politiker, MdEP
- Ferreira, Jorge Viterbo (* 1994), portugiesischer Schachspieler
- Ferreira, José (* 1934), venezolanischer Radrennfahrer
- Ferreira, José Antonio Da Conceição (* 1970), venezolanischer römisch-katholischer Geistlicher, Bischof von Puerto Cabello
- Ferreira, José Dias (1837–1909), portugiesischer Rechtswissenschaftler, Politiker und Premierminister
- Ferreira, José Gomes (1900–1985), portugiesischer Schriftsteller und Dichter
- Ferreira, José Leandro (* 1959), brasilianischer Fußballspieler
- Ferreira, José Virgílio Rodrigues (* 1979), osttimoresischer Politiker
- Ferreira, Laudo Jr., brasilianischer Comiczeichner
- Ferreira, Louis (* 1967), kanadischer SchauspielerLouis Ferreira (* 1967)

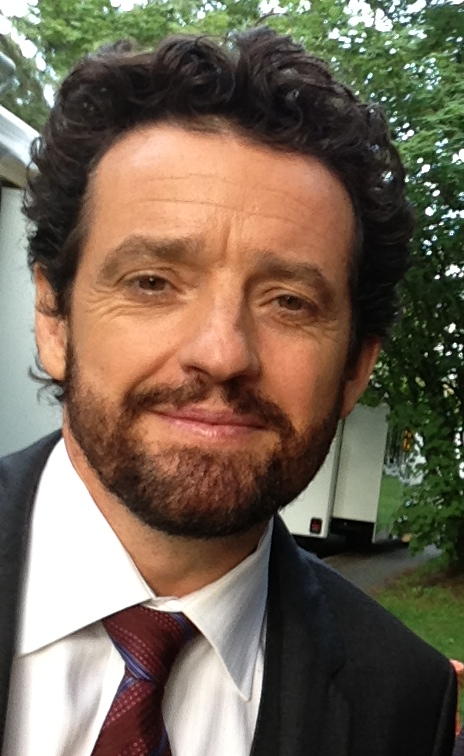
Louis Ferreira (* 1967)

- Ferreira, Luiz Carlos (* 1958), brasilianischer Fußballspieler
- Ferreira, Manuel (1905–1983), argentinischer Fußballspieler
- Ferreira, Marcelo (* 1965), brasilianischer Segler
- Ferreira, Marco Antônio de Almeida (* 1965), brasilianischer Fußballspieler
- Ferreira, Marcony Vinícius (* 1964), brasilianischer römisch-katholischer Geistlicher, Erzbischof des Brasilianischen Militärordinariats
- Ferreira, Maria de Jesus dos Reis, angolanische Diplomatin
- Ferreira, Mário (* 1945), osttimoresischer Politiker
- Ferreira, Matías (* 1994), uruguayischer Fußballspieler
- Ferreira, Michael (* 1938), indischer Billardspieler und Weltmeister
- Ferreira, Nelson, Tontechniker
- Ferreira, Nelson (* 1982), portugiesischer Fußballspieler
- Ferreira, Nivaldo dos Santos (* 1967), brasilianischer römisch-katholischer Geistlicher, Weihbischof in Belo Horizonte
- Ferreira, Odette (1925–2018), portugiesische Mikrobiologin und Hochschullehrerin
- Ferreira, Paulo (* 1962), portugiesischer Radrennfahrer
- Ferreira, Paulo (* 1979), portugiesischer FußballspielerPaulo Ferreira (* 1979)

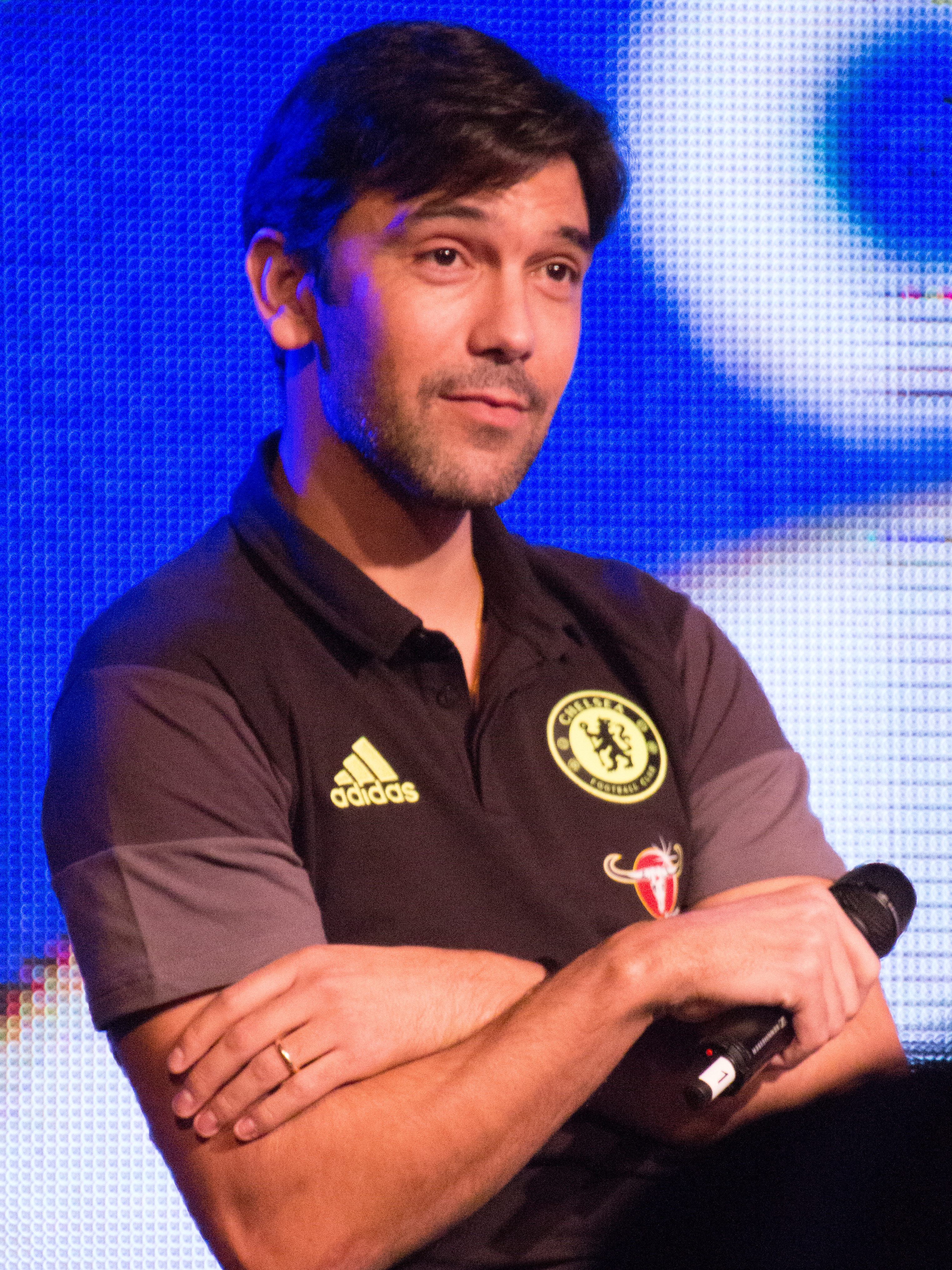
Paulo Ferreira (* 1979)

- Ferreira, Pedro Ivo, brasilianischer Jazz- und Improvisationsmusiker (Kontrabass, Komposition)
- Ferreira, Raúl Hestnes (1931–2018), portugiesischer Architekt
- Ferreira, Ricardo (* 1992), portugiesischer Fußballspieler
- Ferreira, Rogério (* 1973), brasilianischer Beachvolleyballspieler, Weltmeister
- Ferreira, Rui (* 1992), portugiesischer Pokerspieler
- Ferreira, Ryan, US-amerikanischer Jazz- und Fusionmusiker
- Ferreira, Santos (* 1889), uruguayischer Fechter
- Ferreira, Sebastián (* 1998), paraguayischer Fußballspieler
- Ferreira, Sérgio Henrique (1934–2016), brasilianischer Pharmakologe und Arzt
- Ferreira, Sky (* 1992), US-amerikanische SängerinSky Ferreira (* 1992)

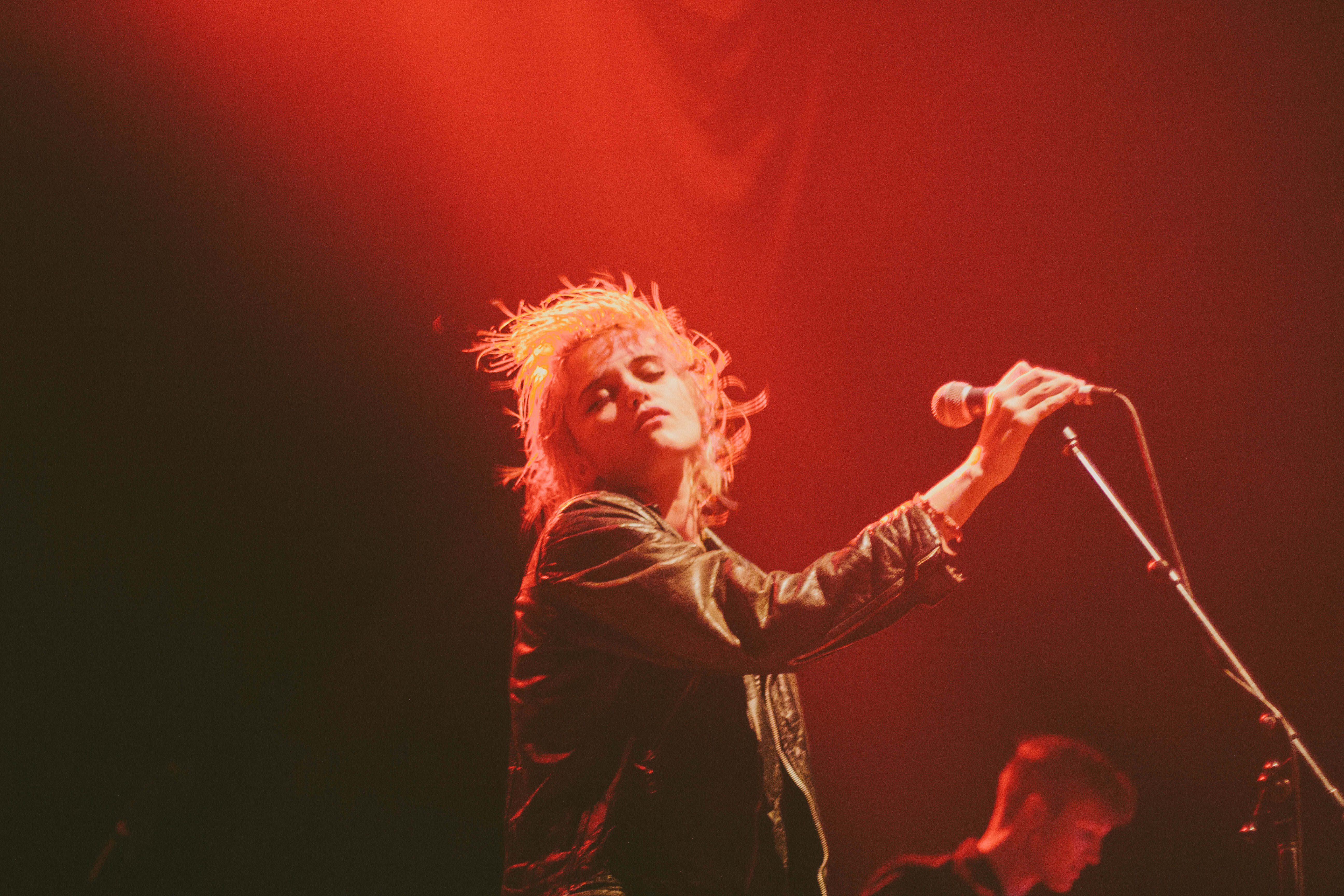
Sky Ferreira (* 1992)

- Ferreira, Tiago (* 1975), portugiesischer Fußballtorhüter
- Ferreira, Tiago (* 1988), portugiesischer Mountainbiker
- Ferreira, Tito Livio (1894–1988), brasilianischer Journalist, Schriftsteller und Historiker
- Ferreira, Vergílio (1916–1996), portugiesischer Schriftsteller
- Ferreira, Vicente de Paula (* 1970), brasilianischer römisch-katholischer Ordensgeistlicher, Bischof von Livramento de Nossa Senhora
- Ferreira, Wayne (* 1971), südafrikanischer Tennisspieler
- Ferreira, William (* 1983), uruguayischer Fußballspieler
- Ferreira, Zacarías (* 1968), dominikanischer Bachatasänger und -komponist
- Ferreira-Erlenbach, Manina (1965–2019), deutsche Journalistin und Fernsehmoderatorin
- Ferreira-James, Dianne (* 1970), guyanische Fußballschiedsrichterin
- Ferreira-Sala, John-Kacey (* 2009), amerikanisch-samoanischer Fußballspieler
- Ferreiro, Alberto (* 1952), US-amerikanischer Historiker
- Ferreiro, Celso Emilio (1912–1979), spanisch-galicischer Schriftsteller und Journalist
- Ferreiro, Franco (* 1984), brasilianischer Tennisspieler
- Ferreiro, Irene (* 2001), spanische Schauspielerin
- Ferreiro, Iván (* 1970), spanischer Sänger
- Ferreiro, Roberto (1935–2017), argentinischer Fußballspieler und -trainer

#### Ferrel
- Ferrel, Leonardo (1923–2013), bolivianischer Fußballspieler
- Ferrel, William (1817–1891), US-amerikanischer Meteorologe
- Ferrell, Andrea, US-amerikanische Schauspielerin
- Ferrell, Barbara (* 1947), US-amerikanische Leichtathletin und Olympiasiegerin
- Ferrell, Clelin (* 1997), US-amerikanischer American-Football-Spieler
- Ferrell, Conchata (1943–2020), US-amerikanische SchauspielerinConchata Ferrell (1943–2020)

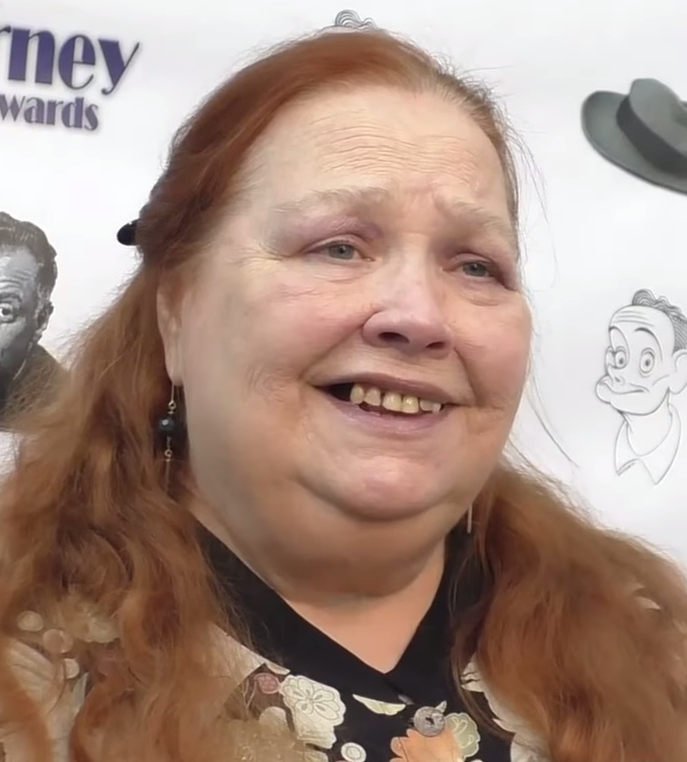
Conchata Ferrell (1943–2020)

- Ferrell, Kristi (* 1960), US-amerikanische Schauspielerin
- Ferrell, Rachelle (* 1961), US-amerikanische Musikerin
- Ferrell, Rick (1905–1995), US-amerikanischer Baseballspieler
- Ferrell, Rod (* 1980), US-amerikanischer Doppelmörder
- Ferrell, Sierra (* 1988), US-amerikanische Musikerin und Singer-Songwriterin
- Ferrell, Terry R. (* 1962), US-amerikanischer Offizier, Generalleutnant der US-Army
- Ferrell, Thomas M. (1844–1916), US-amerikanischer Politiker
- Ferrell, Tyra (* 1962), US-amerikanische Schauspielerin
- Ferrell, Will (* 1967), US-amerikanischer Schauspieler, Film- und FernsehproduzentWill Ferrell (* 1967)

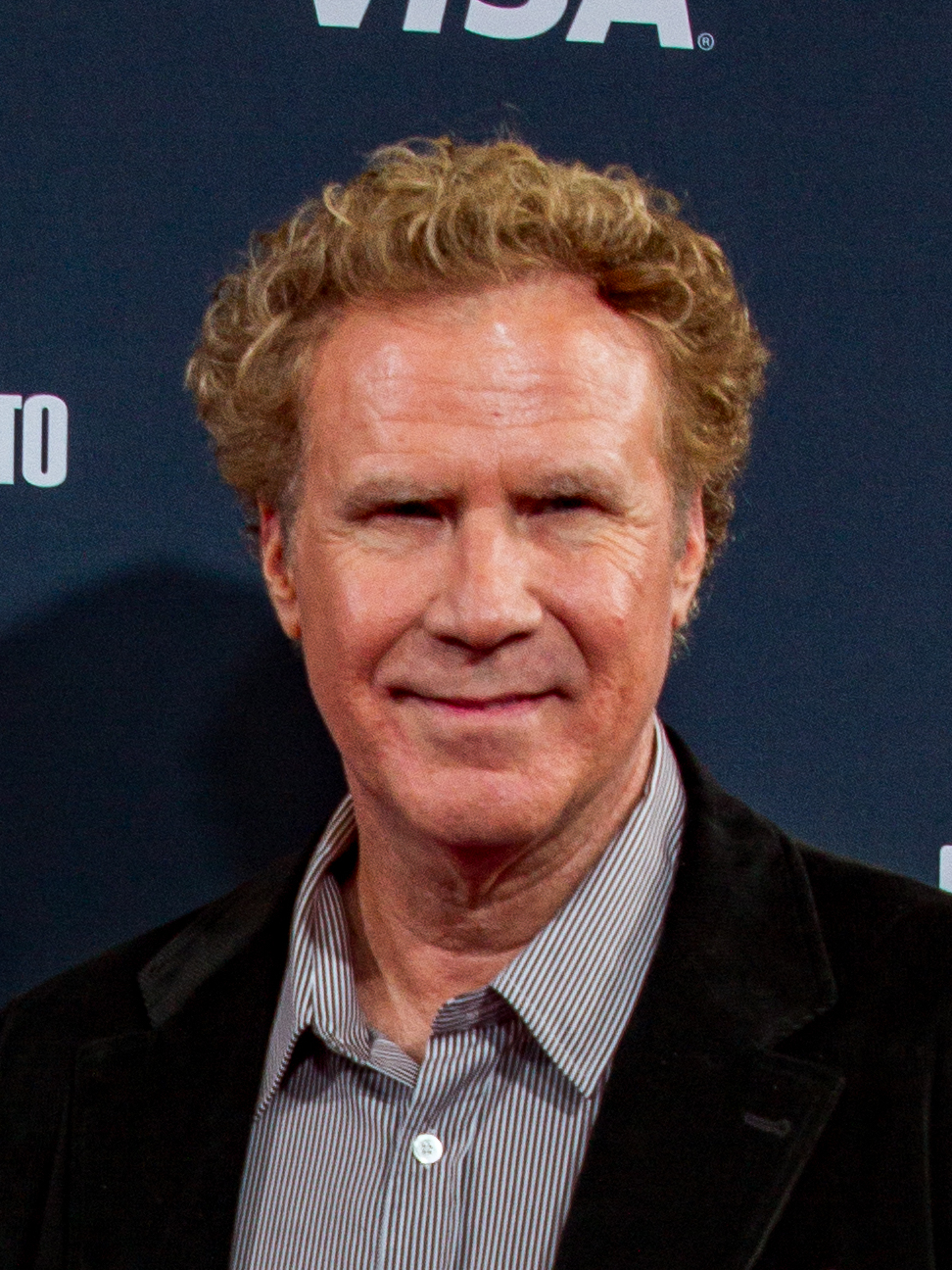
Will Ferrell (* 1967)

- Ferrell, Yogi (* 1993), US-amerikanischer Basketballspieler

#### Ferreo
- Ferréol, Andréa (* 1947), französische Schauspielerin
- Ferréol, Jean (1808–1853), französischer Bischof
- Ferreolus von Uzès († 581), Bischof von Uzès (553–581)
- Ferreolus von Vienne, römischer Militärtribun, christlicher Märtyrer und Heiliger

#### Ferrer
- Ferrer, Dominikaner, Inquisitor
- Ferrer Argote, Carlos Virgilio (* 1941), mexikanischer Botschafter
- Ferrer Cafranga, Joaquín María (1777–1861), Ministerpräsident von Spanien
- Ferrer Cinense, Florentino (* 1938), philippinischer Geistlicher, emeritierter römisch-katholischer Bischof von Tarlac
- Ferrer Cutiño, Gil (* 1974), deutsch-kubanischer Volleyballtrainer und ehemaliger Spieler
- Ferrer de Arréllaga, Renée (* 1944), paraguayische Schriftstellerin
- Ferrer Grenesche, Juan Miguel (* 1961), spanischer Priester und Magistralkaplan des Malteserordens
- Ferrer i Bargalló, Anselm (1882–1969), katalanischer Organist, Komponist, Musikwissenschaftler und Mönch des Klosters Montserrat
- Ferrer i Beltran, Josep († 1815), aragonesisch-katalanischer Komponist und Organist
- Ferrer i Guàrdia, Francesc (1859–1909), libertärer spanischer PädagogeFrancesc Ferrer i Guàrdia (1859–1909)

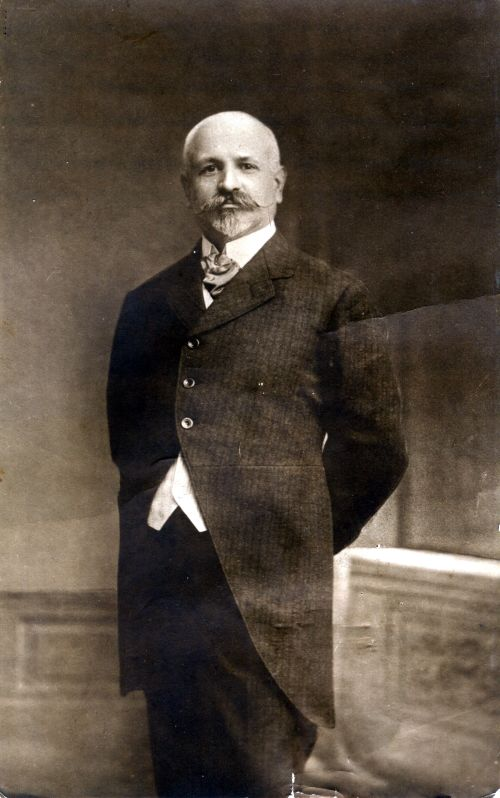
Francesc Ferrer i Guàrdia (1859–1909)

- Ferrer i Oller, Mateu (1788–1864), katalanischer Komponist, Organist, Orchesterleiter und Kapellmeister
- Ferrer i Ramonatxo, Miquel (1861–1912), katalanischer Komponist
- Ferrer Moncho, Vicente (1920–2009), spanischer Philanthrop
- Ferrer Obiols, Rosa (1960–2018), andorranische Anwältin und Politikerin
- Ferrer Suárez, Inés (* 1990), spanische Tennisspielerin
- Ferrer Vecilla, Álvaro (* 1982), spanischer Handballspieler
- Ferrer, Albert (* 1970), spanischer Fußballspieler
- Ferrer, Anne (* 1947), britische Philanthropin
- Ferrer, Bonifatius (1355–1417), Kartäuser-Mönch und Ordensgeneral
- Ferrer, Claudio (1904–1979), puerto-ricanischer Komponist und Sänger
- Ferrer, Concepció (* 1938), spanische Politikerin, MdEP
- Ferrer, Darsi (1969–2017), kubanischer Arzt, unabhängiger Journalist und Dissident
- Ferrer, David (* 1982), spanischer Tennisspieler
- Ferrer, Esther (* 1937), spanische Künstlerin
- Ferrer, Frank (* 1966), US-amerikanischer Schlagzeuger
- Ferrer, Horacio (1933–2014), uruguayischer Schriftsteller, Journalist und Tangohistoriker
- Ferrer, Ibrahim (1927–2005), kubanischer SängerIbrahim Ferrer (1927–2005)

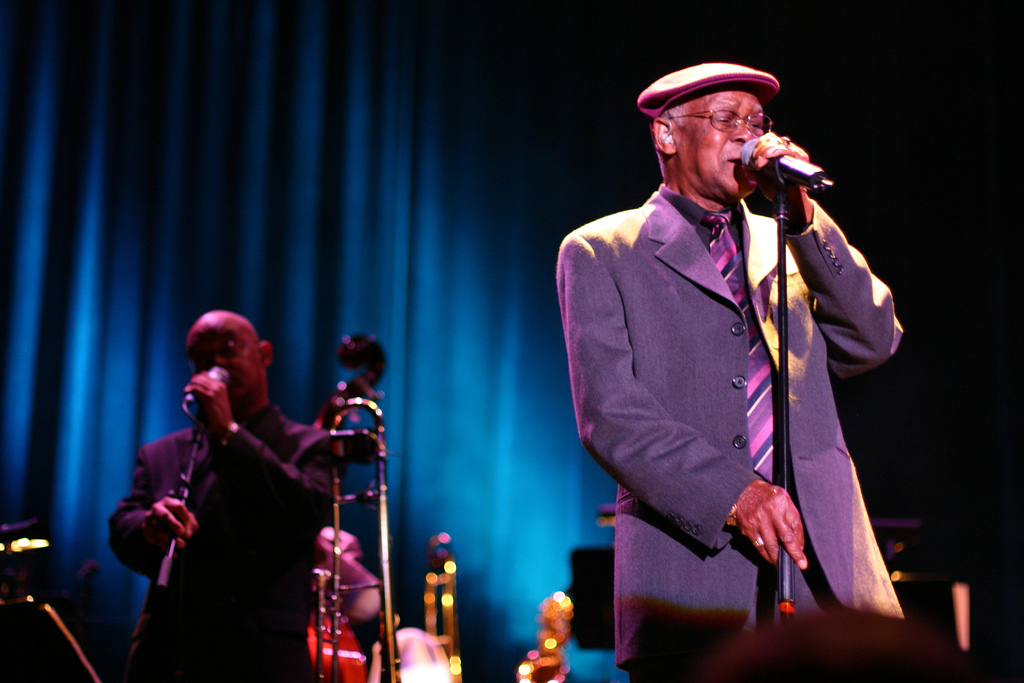
Ibrahim Ferrer (1927–2005)

- Ferrer, Isabelle (* 1974), französische Triathletin
- Ferrer, Isidro (* 1963), spanischer Illustrator und Grafikdesigner
- Ferrer, Jaume, spanischer Entdecker und Kapitän
- Ferrer, Jesús (1941–2011), spanischer Synchronsprecher und Schauspieler
- Ferrer, José (1835–1916), spanischer Gitarrist, Komponist und Musikpädagoge
- Ferrer, José (1912–1992), puerto-ricanischer Schauspieler und Regisseur
- Ferrer, José Daniel (* 1970), kubanischer Dissident und Menschenrechtsaktivist
- Ferrer, Juan (1955–2015), kubanischer Judoka
- Ferrer, Julio (1953–2022), puerto-ricanischer Leichtathlet
- Ferrer, Kristyan (* 1995), mexikanischer Schauspieler
- Ferrer, Llorenç Serra (* 1953), spanischer Fußballtrainer
- Ferrer, Mel (1917–2008), US-amerikanischer Schauspieler, Filmregisseur und -produzent
- Ferrer, Miguel (1955–2017), US-amerikanischer SchauspielerMiguel Ferrer (1955–2017)

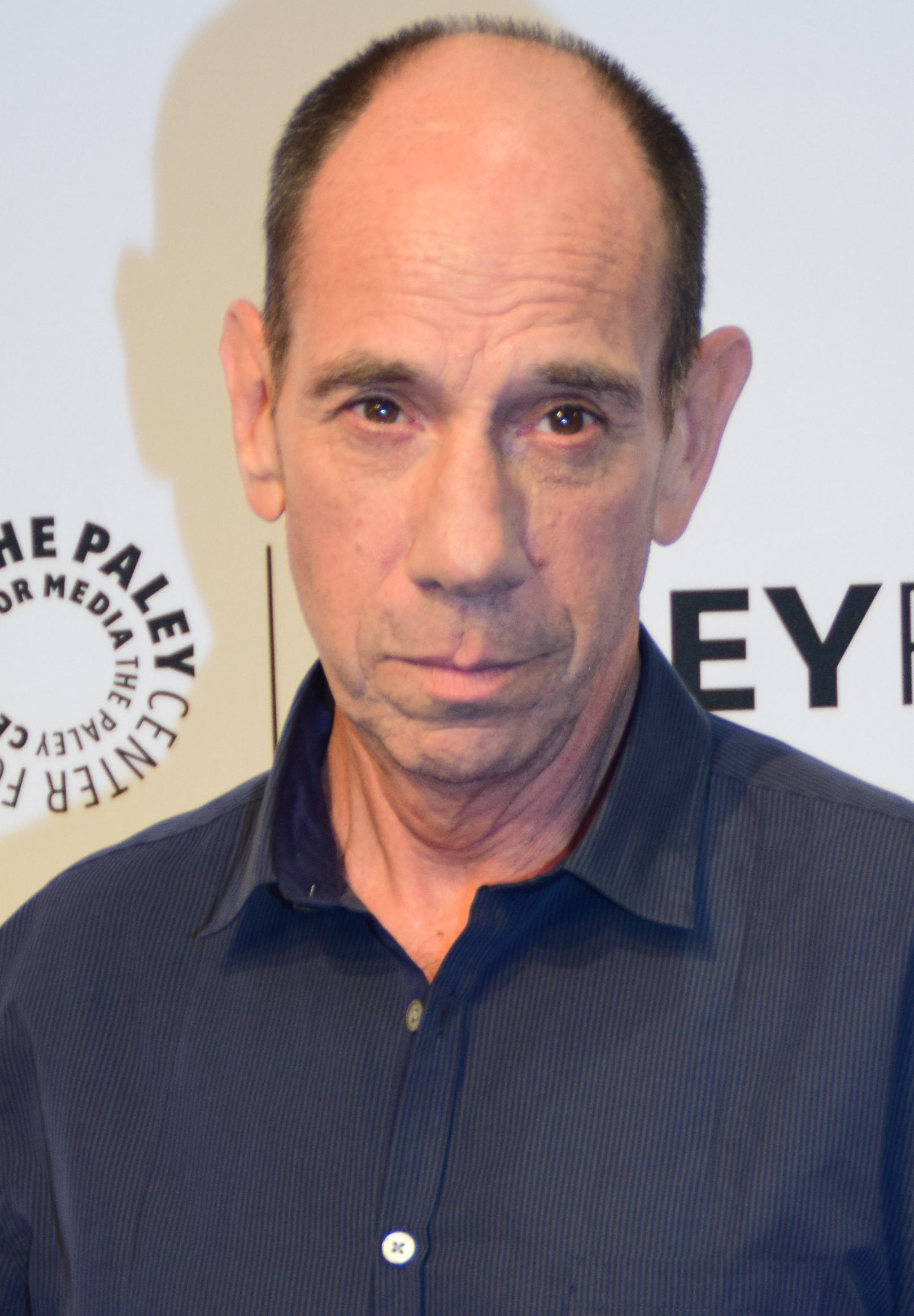
Miguel Ferrer (1955–2017)

- Ferrer, Nino (1934–1998), französischer Sänger, Liederschreiber und Komponist italienischer Abstammung
- Ferrer, Pedro (* 1908), kubanischer Fußballspieler
- Ferrer, Pedro Luis (* 1952), kubanischer Musiker
- Ferrer, Sean Hepburn (* 1960), Schweizer Filmproduzent und Autor
- Ferrer, Séverine (* 1977), französische Sängerin und Schauspielerin
- Ferrer, Sylvie (* 1967), französische Politikerin
- Ferrer, Tessa (* 1986), US-amerikanische Schauspielerin
- Ferrer, Vinzenz (1350–1419), valencianischer Dominikaner und Prediger; Heiliger
- Ferrer-Salat, Beatriz (* 1966), spanische Dressurreiterin
- Ferrera, America (* 1984), US-amerikanische SchauspielerinAmerica Ferrera (* 1984)

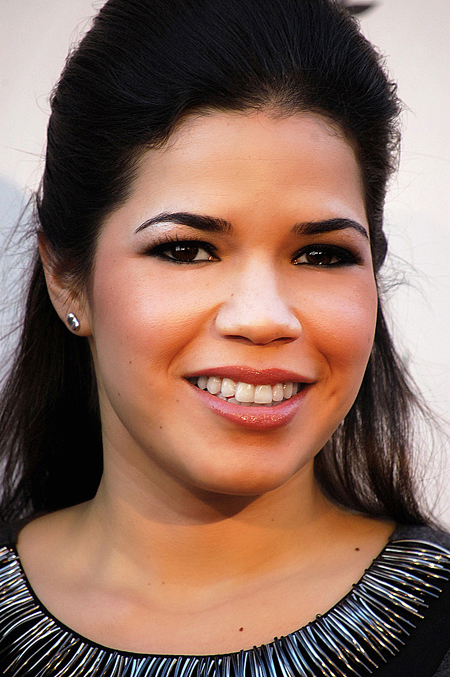
America Ferrera (* 1984)

- Ferrera, Arniel (* 1981), philippinischer Hammerwerfer
- Ferrera, Benigno (1893–1988), italienischer Skilangläufer
- Ferrera, Francisco (1794–1851), honduranischer Präsident (1841–1844)
- Ferrera, Vincenzo (* 1973), italienischer Fernsehmoderator, Filmschauspieler und Synchronsprecher
- Ferreri, Albert, französischer Jazzmusiker, Autor und Musikproduzent
- Ferreri, Giusy (* 1979), italienische Popsängerin
- Ferreri, Jean-Marc (* 1962), französischer Fußballspieler
- Ferreri, Léon, französischer Jazzmusiker
- Ferreri, Marco (1928–1997), italienischer Filmregisseur und Drehbuchautor
- Ferreri, Walter (* 1948), italienischer Astronom
- Ferreri, Zaccaria (1479–1524), italienischer Geistlicher, humanistischer Gelehrter, Dichter und päpstlicher Legat
- Ferrería Paz, Roberto Francisco (* 1953), uruguayischer Geistlicher, römisch-katholischer Bischof von Campos
- Ferrero Costa, Carlos (1941–2025), peruanischer Politiker
- Ferrero di Cavallerleone, Carlo Alberto (1903–1969), italienischer Geistlicher, römisch-katholischer Militärerzbischof von Italien
- Ferrero, Anna Maria (1934–2018), italienische Schauspielerin
- Ferrero, Bernardo Adam (1942–2022), spanischer Komponist und Dirigent
- Ferrero, Bonifacio (1476–1543), italienischer Bischof und Kardinal der Römischen Kirche
- Ferrero, Carlo (* 1928), italienischer Filmregisseur
- Ferrero, Ernesto (1938–2023), italienischer Schriftsteller und Literaturkritiker
- Ferrero, Filiberto (1500–1549), italienischer Kardinal der katholischen Kirche
- Ferrero, Giovanni (* 1964), italienischer Unternehmer und Milliardär
- Ferrero, Giovanni Stefano (1474–1510), italienischer Bischof und Kardinal
- Ferrero, Guglielmo (1871–1942), italienischer Historiker, Soziologe, Journalist und Romanschriftsteller
- Ferrero, Juan Carlos (* 1980), spanischer TennisspielerJuan Carlos Ferrero (* 1980)

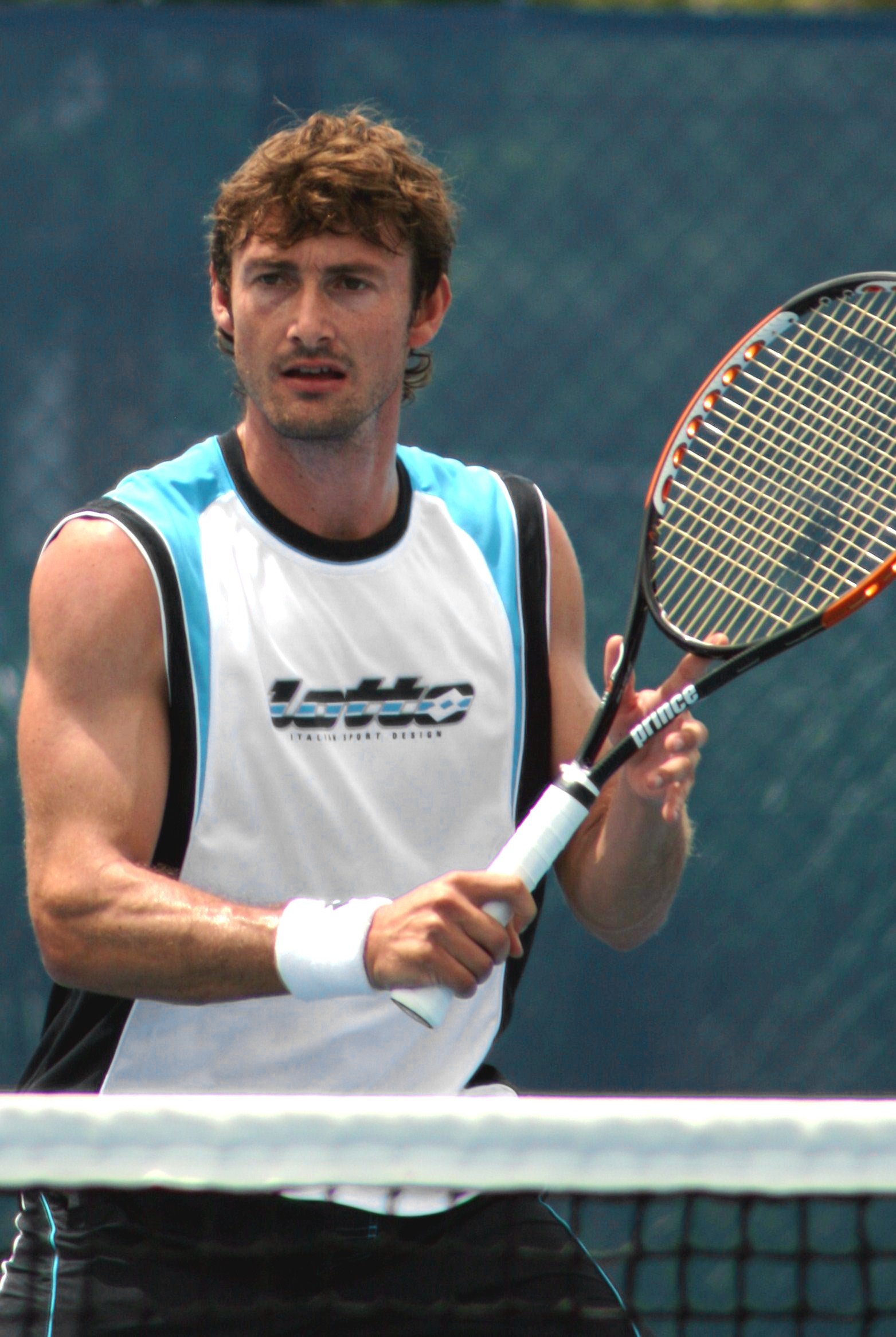
Juan Carlos Ferrero (* 1980)

- Ferrero, Lorenzo (* 1951), italienischer zeitgenössischer Komponist, Librettist, Autor und Buch-Editor
- Ferrero, Mario (1903–1964), italienischer Fußballspieler
- Ferrero, Mario A. (1904–1965), italienischer Astronom und Physikdozent
- Ferrero, Martin (* 1947), US-amerikanischer Schauspieler
- Ferrero, Michele (1925–2015), italienischer Unternehmer
- Ferrero, Paolo (* 1960), italienischer Politiker, Minister für Soziale Solidarität
- Ferrero, Pier Francesco (1510–1566), italienischer Bischof und Kardinal der katholischen Kirche
- Ferrero, Pietro junior (1963–2011), italienischer Unternehmer
- Ferrero, Sergio (* 1942), italienischer Künstler und Extremsportler
- Ferrero-Waldner, Benita (* 1948), österreichische Diplomatin und Politikerin (ÖVP), EU-Kommissarin, Abgeordnete zum NationalratBenita Ferrero-Waldner (* 1948)

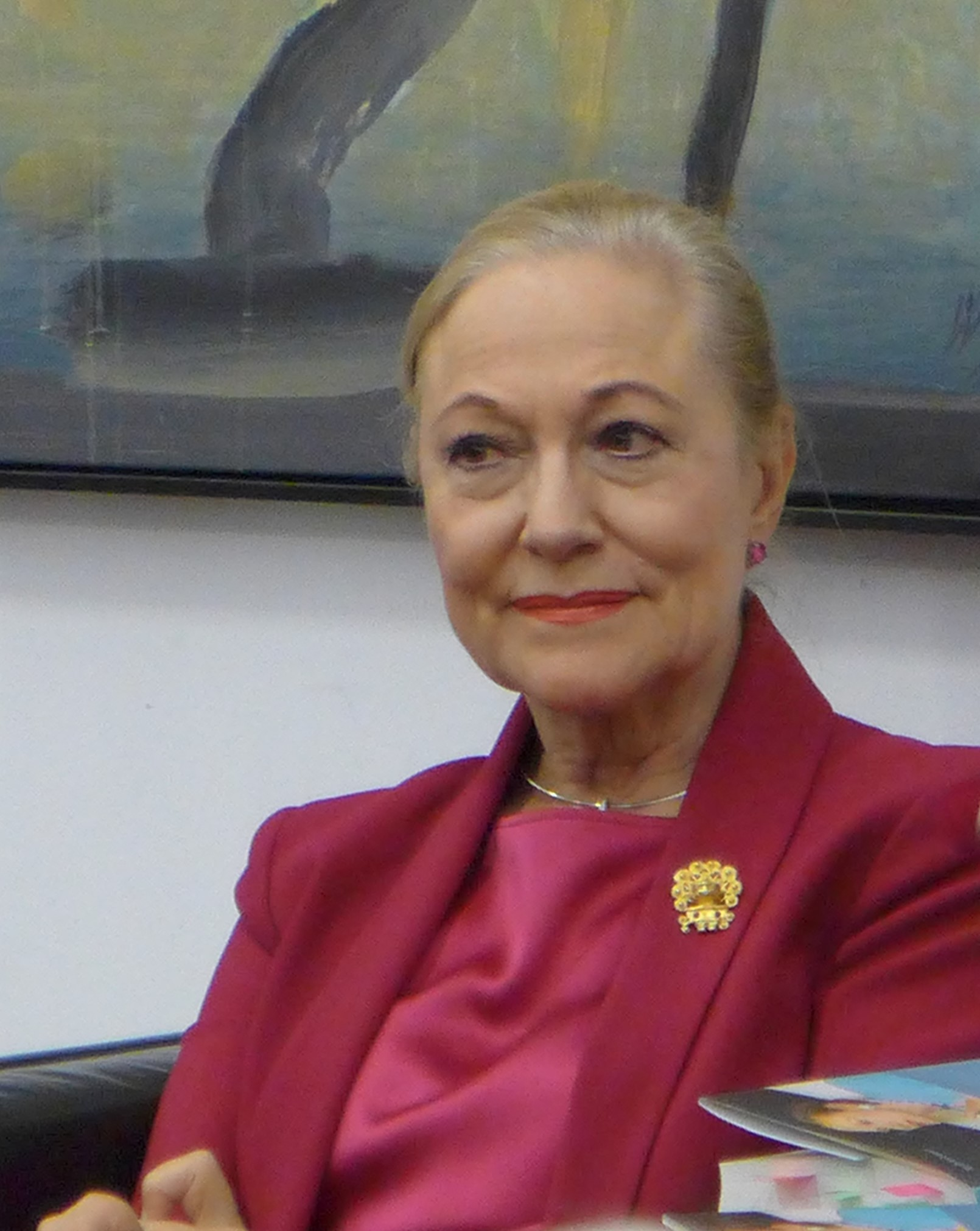
Benita Ferrero-Waldner (* 1948)

- Ferrers, Edmund, 6. Baron Ferrers of Chartley († 1435), englischer Adliger und Militär
- Ferrers, Elizabeth, 6. Baroness Ferrers of Groby, englische Adlige
- Ferrers, Henry (1440–1499), englischer Ritter und Politiker
- Ferrers, Henry de, normannischer Magnat
- Ferrers, Henry, 2. Baron Ferrers of Groby († 1343), englischer Adliger
- Ferrers, Henry, 4. Baron Ferrers of Groby (1356–1388), englischer Adliger
- Ferrers, John de, 1. Baron Ferrers of Chartley (1271–1312), englischer Adliger, Seneschall der Gascogne
- Ferrers, John de, 4. Baron Ferrers of Chartley († 1367), englischer Adliger
- Ferrers, Robert de, 1. Baron Ferrers of Wemme, englischer Adliger
- Ferrers, Robert de, 1. Earl of Derby († 1139), anglonormannischer Magnat
- Ferrers, Robert de, 2. Baron Ferrers of Wemme, englischer Adliger
- Ferrers, Robert de, 2. Earl of Derby († 1159), anglonormannischer Magnat
- Ferrers, Robert de, 3. Baron Ferrers of Chartley (1309–1350), englischer Adliger
- Ferrers, Robert, 5. Baron Ferrers of Chartley († 1413), englischer Adliger
- Ferrers, Thomas († 1459), englischer Ritter
- Ferrers, Thomas († 1498), englischer Ritter
- Ferrers, William, englischer Adliger
- Ferrers, William de, 3. Earl of Derby († 1190), anglo-normannischer Adliger
- Ferrers, William de, 4. Earl of Derby († 1247), englischer Magnat
- Ferrers, William, 1. Baron Ferrers of Groby (1272–1325), englischer Adliger
- Ferrers, William, 3. Baron Ferrers of Groby (1333–1371), englischer Adliger
- Ferrers, William, 5. Baron Ferrers of Groby (1372–1445), englischer Adliger
- Ferrers, William, 7. Baron Ferrers of Chartley († 1450), englischer Adliger

#### Ferres
- Ferrés i Curós, Joan (1924–2021), katalanischer Bildhauer und Zeichner
- Ferres, Veronica (* 1965), deutsche Schauspielerin und AutorinVeronica Ferres (* 1965)

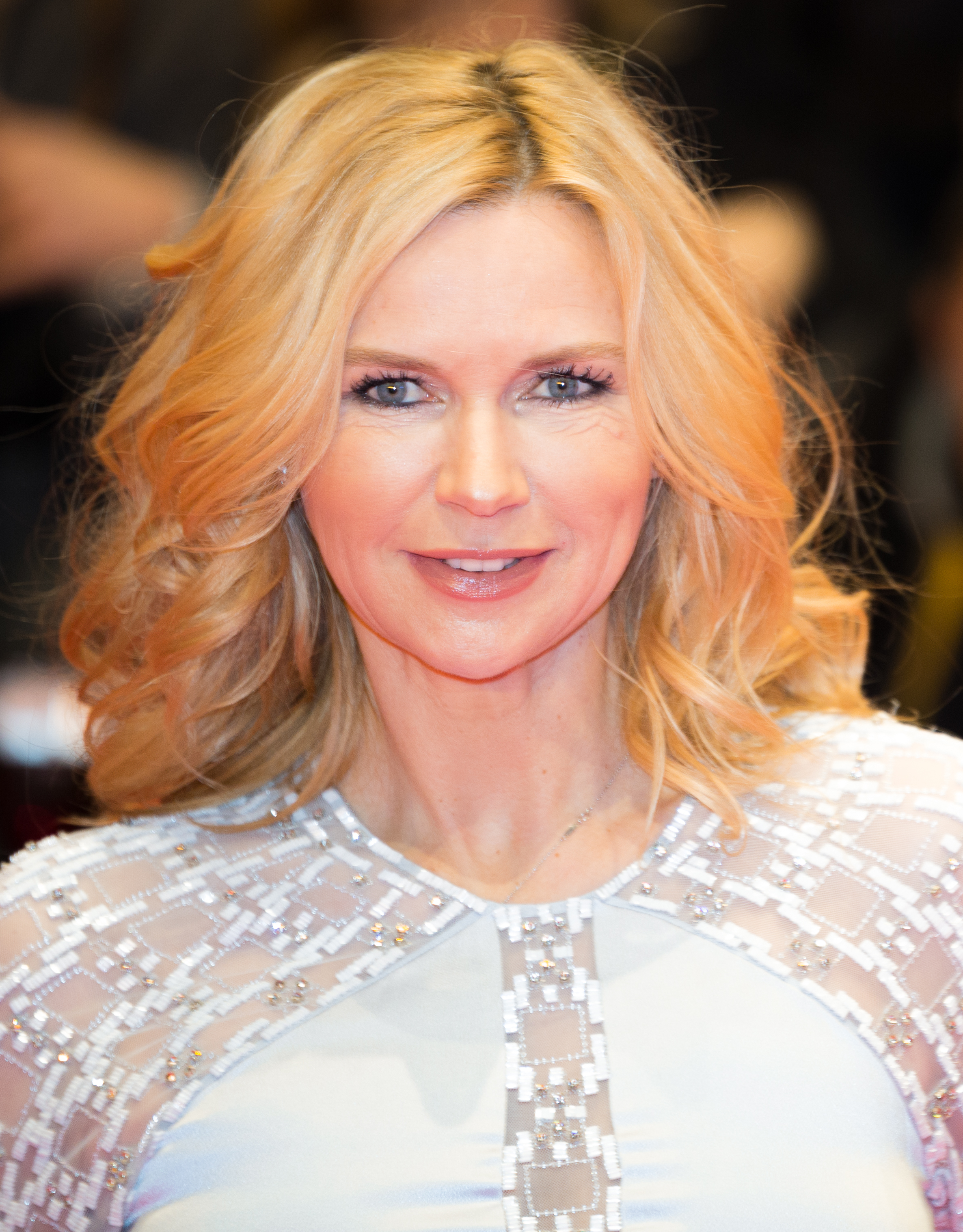
Veronica Ferres (* 1965)

#### Ferret
- Ferret, Bamboula (1919–2008), belgischer Jazzmusiker (Geige, Gesang, Komposition)
- Ferret, Baro (1908–1978), französischer Gitarrist und Komponist
- Ferret, Challain (1914–1996), französischer Jazzmusiker (Gitarre)
- Ferret, Matelo (1918–1989), französischer Gitarrist und Komponist
- Ferret, Sarane (1912–1970), französischer Jazz-Gitarrist
- Ferrethi, Ambrosius (1628–1696), italienisch-österreichischer kaiserlicher Hofsteinmetzmeister des Barock, Richter in Kaisersteinbruch
- Ferretti, Alberta (* 1950), italienische Modedesignerin und Unternehmerin
- Ferretti, Bruno (1913–2010), italienischer Physiker
- Ferretti, Carlo (* 1689), italienischer Bildhauer und Stuckateur
- Ferretti, Dante (* 1943), italienischer Szenen- und Bühnenbildner
- Ferretti, Domenico (1702–1774), italienischer Bildhauer
- Ferretti, Fernando (1949–2011), brasilianischer Fußballspieler
- Ferretti, Gabriele (1795–1860), italienischer Geistlicher, Bischof und Kardinal
- Ferretti, Giancarlo (* 1941), italienischer Radrennfahrer und Sportlicher Leiter
- Ferretti, Giorgio (* 1967), italienischer Geistlicher, römisch-katholischer Erzbischof von Foggia-Bovino
- Ferretti, Giovanni Domenico (1692–1768), florentinischer Rokokomaler
- Ferretti, Jacopo (1784–1852), italienischer Librettist
- Ferretti, Lando (1895–1977), italienischer faschistischer Politiker, Mitglied der Camera dei deputati, Mitglied des Europaparlaments, Präsident des Nationalen Olympischen Komitees Italiens
- Ferretti, Massimiliano (* 1966), italienischer Wasserballspieler
- Ferretti, Massimo (1935–1974), italienischer Dichter, Schriftsteller und Journalist
- Ferretti, Nick (* 1990), neuseeländischer Sänger
- Ferretti, Remo (1936–2013), italienischer Politiker
- Ferretti, Ricardo (* 1954), brasilianischer SportlerRicardo Ferretti (* 1954)

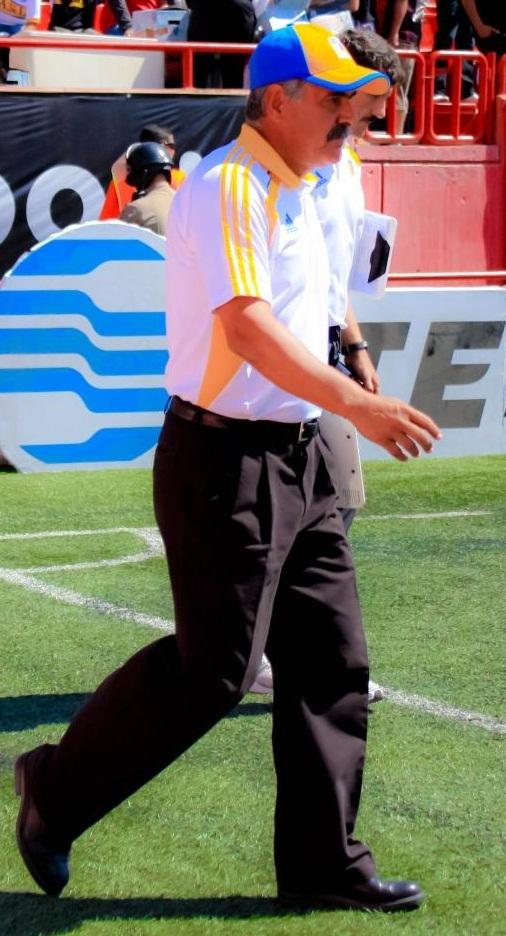
Ricardo Ferretti (* 1954)

- Ferretti, Robert A. (* 1948), US-amerikanischer Filmeditor
- Ferretto, Giuseppe (1899–1973), italienischer Kardinal der römisch-katholischen Kirche

#### Ferreu
- Ferreux, Petrus († 1699), römisch-katholischer Geistlicher

#### Ferrey
- Ferreyra, Facundo (* 1991), argentinischer Fußballspieler
- Ferreyra, Gustavo (* 1972), uruguayischer Fußballspieler und -trainer
- Ferreyra, Victor (* 1964), argentinischer Fußballspieler

#### Ferrez
- Ferrez, Marc (1843–1923), brasilianischer Fotograf

### Ferri
- Ferri, Alessandra (* 1963), italienische Balletttänzerin
- Ferri, Antonio (1912–1975), italienischer Luft- und Raumfahrtingenieur
- Ferri, Antonio Maria (1651–1716), italienischer Architekt des Barock
- Ferri, Baldassare (1610–1680), italienischer Opernsänger (Kastrat/Sopran)
- Ferri, Ciro (1633–1689), italienischer Maler
- Ferri, Claudia, kanadische Schauspielerin
- Ferri, Dina (1908–1930), italienische Dichterin
- Ferri, Elda (* 1937), italienische Filmproduzentin
- Ferri, Enrico (1856–1929), italienischer Kriminologe und Politiker, Mitglied der Camera dei deputati
- Ferri, Fabio (* 1970), italienischer Schauspieler
- Ferri, Gabriella (1942–2004), italienische Pop-Sängerin und Cabaret-Künstlerin
- Ferri, Gallieno (1929–2016), italienischer Comiczeichner
- Ferri, Gasparo († 1717), italienischer Gartenkünstler und Landschaftsarchitekt
- Ferri, Jean-Yves (* 1959), französischer ComicautorJean-Yves Ferri (* 1959)

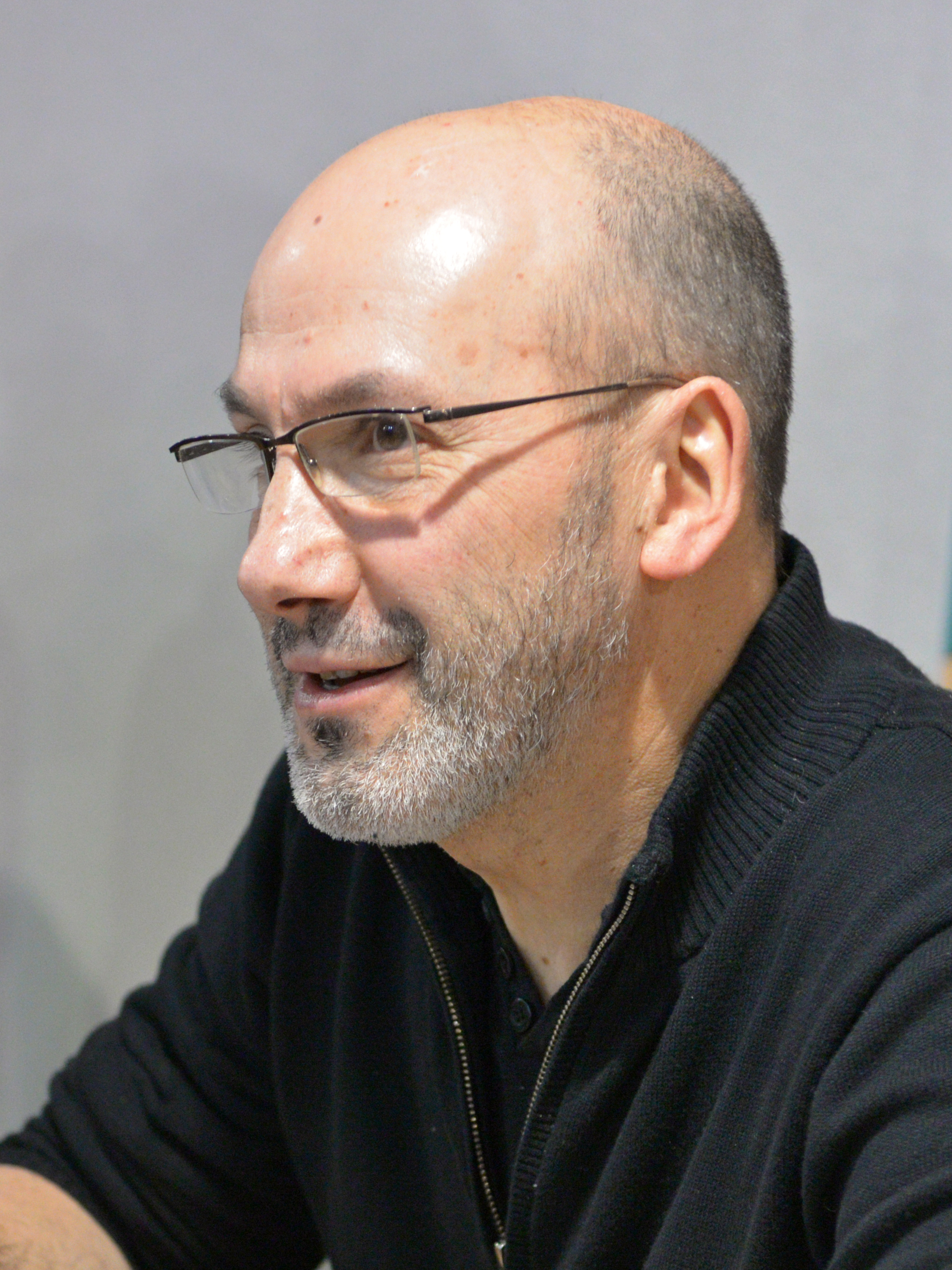
Jean-Yves Ferri (* 1959)

- Ferri, Jordan (* 1992), französischer Fußballspieler
- Ferri, Mario (1875–1941), Schweizer Politiker (PS), Tessiner Grossrat und Nationalrat
- Ferri, Michele (* 1981), italienischer Fußballspieler
- Ferri, Nacho (* 2004), spanischer Fußballspieler
- Ferri, Riccardo (* 1963), italienischer Fußballspieler
- Ferri, Roberto (* 1978), italienischer Maler
- Ferri, Rolando (* 1968), italienischer Altphilologe
- Ferri-Benedetti, Flavio (* 1983), italienischer Opernsänger (Countertenor)
- Ferriani, Ivo (* 1960), italienischer Bobfahrer und Sportfunktionär
- Ferrie, Calum (* 1998), englischer Fußballtorhüter
- Ferrie, Chris (* 1983), kanadischer Physiker, Mathematiker und Sachbuchautor
- Ferrie, David (1918–1967), US-amerikanischer Privatdetektiv; Hauptzeuge in Ermittlungen wegen des Attentats auf John F. Kennedy
- Ferrié, Gustave-Auguste (1868–1932), französischer Elektrotechniker und General
- Ferrie, Kenneth (* 1978), englischer Golfsportler
- Ferrier Bruneau, Christel (* 1979), französische Radrennfahrerin
- Ferrier, Al (1934–2015), US-amerikanischer Country-, Cajun- und Rockabilly-Musiker
- Ferrier, Barbara M. (1932–2006), britisch-kanadische Chemikerin und Hochschullehrerin
- Ferrier, Claude-Marie (1811–1889), französischer Fotograf und Inhaber einer Fotoagentur für Stereoskopien
- Ferrier, David (1843–1928), britischer Neurowissenschaftler
- Ferrier, Deryck J. H. (1933–2022), surinamischer Soziologe und Agrarökonom
- Ferrier, Gabriel (1847–1914), französischer Maler
- Ferrier, George (* 2000), neuseeländischer Filmschauspieler
- Ferrier, Harry (1920–2002), schottischer Fußballspieler
- Ferrier, James (1800–1888), kanadischer Politiker und Unternehmer
- Ferrier, Johan (1910–2010), niederländisch-surinamischer Politiker (Gouverneur und 1. Staatspräsident von Suriname)
- Ferrier, Julie (* 1971), französische Schauspielerin
- Ferrier, Kathleen (1912–1953), englische Opernsängerin (Altistin)Kathleen Ferrier (1912–1953)

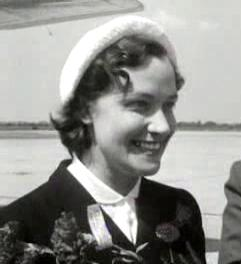
Kathleen Ferrier (1912–1953)

- Ferrier, Kathleen (* 1957), niederländische Politikerin (CDA)
- Ferrier, Laurent (* 1946), Schweizer Unternehmer und Autorennfahrer
- Ferrier, Margaret (* 1960), schottische Politikerin
- Ferrier, Morgan (* 1994), englischer Fußballspieler
- Ferrier, Paul (1843–1928), französischer Librettist und Dramatiker
- Ferrier, René (1936–1998), französischer Fußballspieler
- Ferrier, Robert J. (1932–2013), britisch-neuseeländischer Chemiker
- Ferrière, Adolphe (1879–1960), schweizerischer Reformpädagoge
- Ferrière, Frédéric (1848–1924), Schweizer Arzt, Mitglied und Vizepräsident des Internationalen Komitees vom Roten Kreuz (IKRK)
- Ferrière, Suzanne (1886–1970), Schweizer Rhythmikerin und IKRK-Mitglied
- Ferrières, Alice (1909–1988), französische Widerstandskämpferin
- Ferrieri Caputi, Maria Sole (* 1990), italienische Fußballschiedsrichterin
- Ferrieri, Innocenzo (1810–1887), italienischer Kardinal der Römischen Kirche
- Ferriero, Benn (* 1987), US-amerikanischer Eishockeyspieler
- Ferries, Barbara (* 1944), US-amerikanische Skirennläuferin
- Ferries, Chuck (1939–2025), US-amerikanischer Skirennläufer
- Ferrigato, Andrea (* 1969), italienischer Radrennfahrer
- Ferrigno, Francesco (1686–1766), italienischer Architekt des Barock
- Ferrigno, Lou (* 1951), amerikanischer Schauspieler und BodybuilderLou Ferrigno (* 1951)

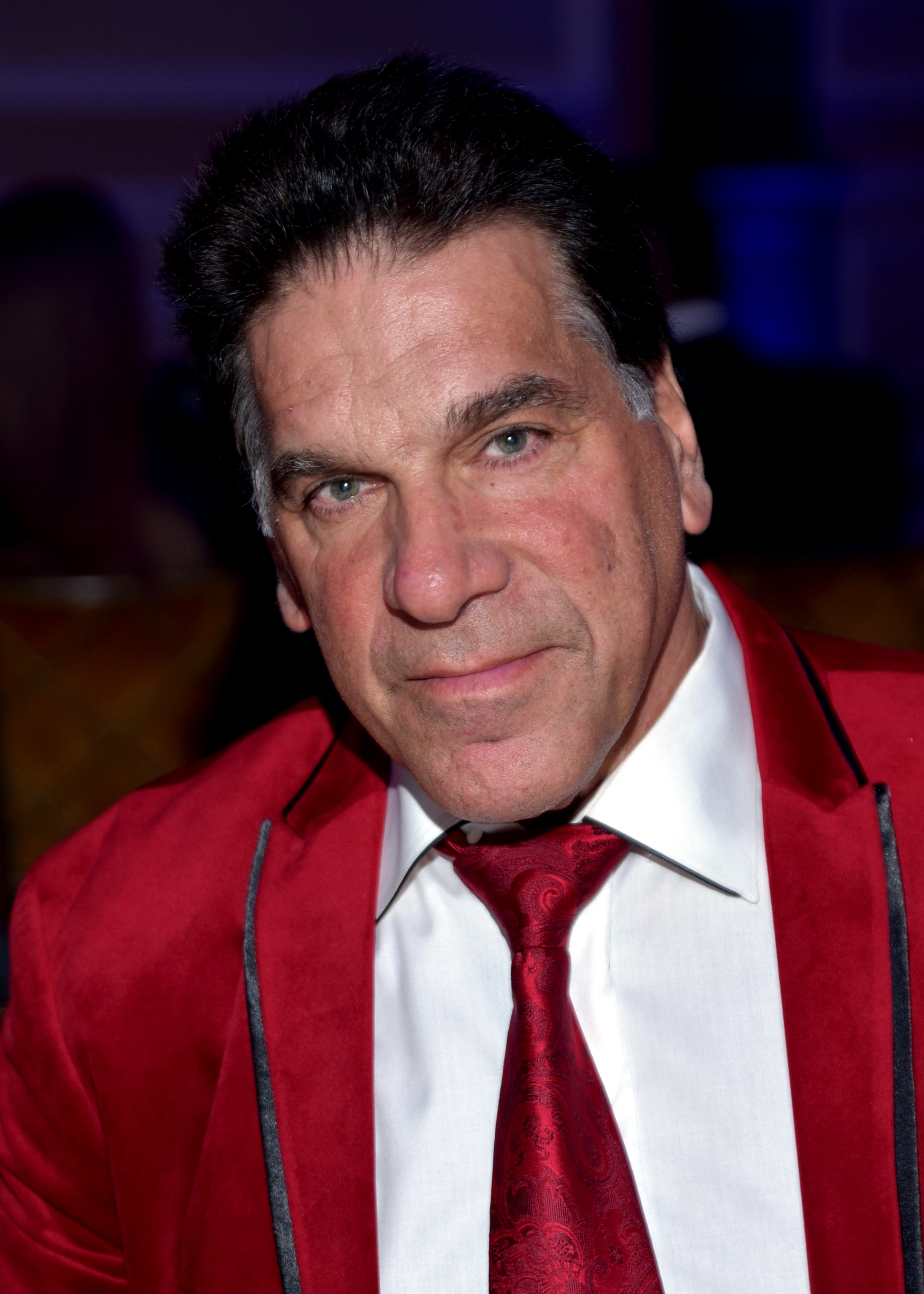
Lou Ferrigno (* 1951)

- Ferrigno, Robert (* 1947), US-amerikanischer Schriftsteller
- Ferrigno, Shanna (* 1981), US-amerikanische Produzentin, Schauspielerin und CEO von Ferrigno Fit
- Ferrigno, Steve (1900–1930), Mafioso in New York City
- Ferrín Moreiras, Antonia (1914–2009), spanische Mathematikerin, Astronomin und Hochschullehrerin
- Ferrin, Chad (* 1973), US-amerikanischer Drehbuchautor, Regisseur und Filmproduzent
- Ferrin, Gino (* 1947), deutscher Fußballspieler
- Ferrín, Gustavo (* 1959), uruguayischer Fußballtrainer
- Ferrin, Jennifer (* 1979), US-amerikanische Schauspielerin
- Ferrin, Whitman G. (1818–1896), US-amerikanischer Anwalt und Politiker, der State Auditor von Vermont war (1870–1876)
- Ferring, Franz (1910–2000), deutscher Botschafter
- Ferrini, Franco (* 1944), italienischer Drehbuchautor und Filmregisseur
- Ferrini, Giorgio (1939–1976), italienischer Fußballspieler
- Ferrini, Giovan Battista († 1674), italienischer Organist, Cembalist und Komponist
- Ferrini, Giovanni († 1758), italienischer Musikinstrumentenbauer
- Ferrio, Gianni (1924–2013), italienischer Filmkomponist, Arrangeur und Orchesterleiter
- Ferrío, Jorge (* 1976), spanischer Radrennfahrer
- Ferriol, Rob (* 1976), US-amerikanischer Unternehmer und Autorennfahrer
- Ferriola, Joseph (1927–1989), italo-amerikanischer Mafioso und Oberhaupt des Chicago Outfit
- Ferriols, Roque (1924–2021), philippinischer Jesuit und Philosoph
- Ferris, Alex (* 1997), kanadischer Schauspieler und Synchronsprecher
- Ferris, Andrea (* 1987), panamaische Mittelstreckenläuferin
- Ferris, Anne (* 1954), irische Politikerin
- Ferris, Charles G. (1796–1848), US-amerikanischer Jurist und Politiker
- Ferris, Elizabeth (1940–2012), britische Wasserspringerin
- Ferris, Emil (* 1962), US-amerikanische Comiczeichnerin
- Ferris, George Washington Gale (1859–1896), Erfinder des RiesenradsGeorge Washington Gale Ferris (1859–1896)

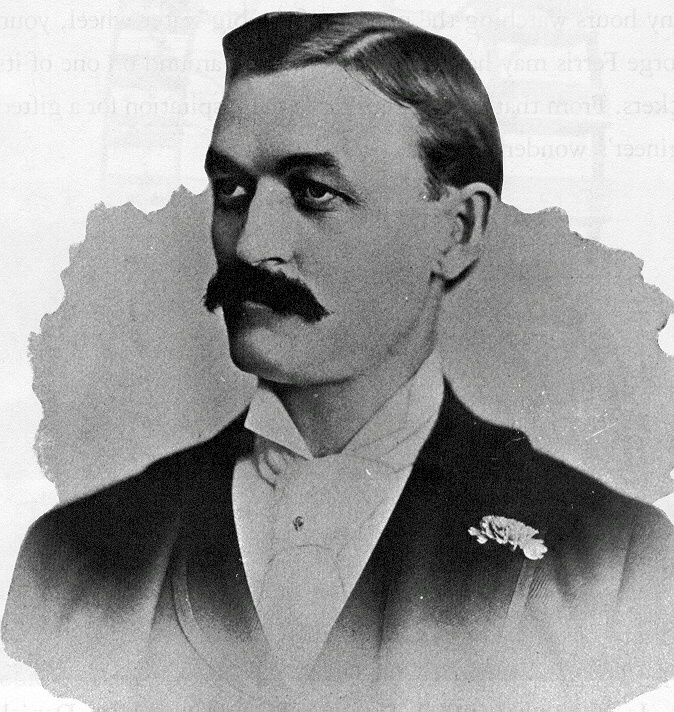
George Washington Gale Ferris (1859–1896)

- Ferris, Glenn (* 1950), amerikanischer Jazzmusiker
- Ferris, Gordon Floyd (1893–1958), US-amerikanischer Entomologe
- Ferris, Iain, britischer Archäologe und Autor
- Ferris, J. J. (1867–1900), australischer Cricketspieler
- Ferris, John (1949–2020), US-amerikanischer Schwimmer
- Ferris, John Robert (* 1957), kanadischer Hochschullehrer und Historiker
- Ferris, Joshua (* 1974), US-amerikanischer Schriftsteller
- Ferris, Kostas (* 1935), griechischer Regisseur
- Ferris, Martin (* 1952), irischer Politiker
- Ferris, Michael (* 1961), US-amerikanischer Drehbuchautor
- Ferris, Michelle (* 1976), australische Radrennfahrerin
- Ferris, Pam (* 1948), britische Theater- und FilmschauspielerinPam Ferris (* 1948)

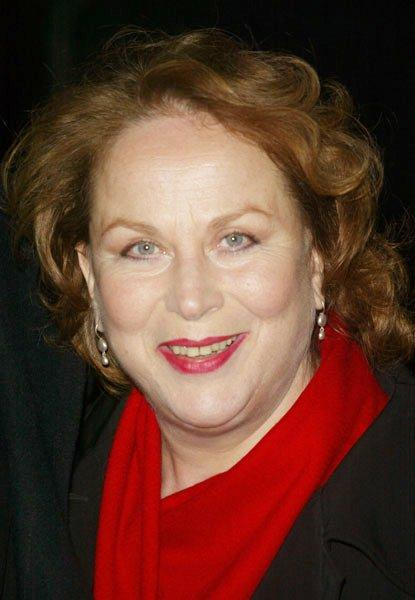
Pam Ferris (* 1948)

- Ferris, Paul (1941–1995), britischer Schauspieler, Filmkomponist und Drehbuchautor
- Ferris, Sam (1900–1980), britischer Marathonläufer
- Ferris, Samantha (* 1968), kanadische Schauspielerin
- Ferris, Scott (1877–1945), US-amerikanischer Politiker
- Ferris, Stephen (* 1985), irischer Rugbyspieler
- Ferris, William (1937–2000), US-amerikanischer Komponist, Organist und Chorleiter
- Ferris, William R. (* 1942), US-amerikanischer Autor und Wissenschaftler
- Ferris, Woodbridge Nathan (1853–1928), US-amerikanischer Politiker
- Ferriss, Hugh (1889–1962), US-amerikanischer Architekt und Architekturzeichner
- Ferriss, Orange (1814–1894), US-amerikanischer Jurist und Politiker
- Ferriss, Timothy (* 1977), US-amerikanischer Autor und UnternehmerTimothy Ferriss (* 1977)

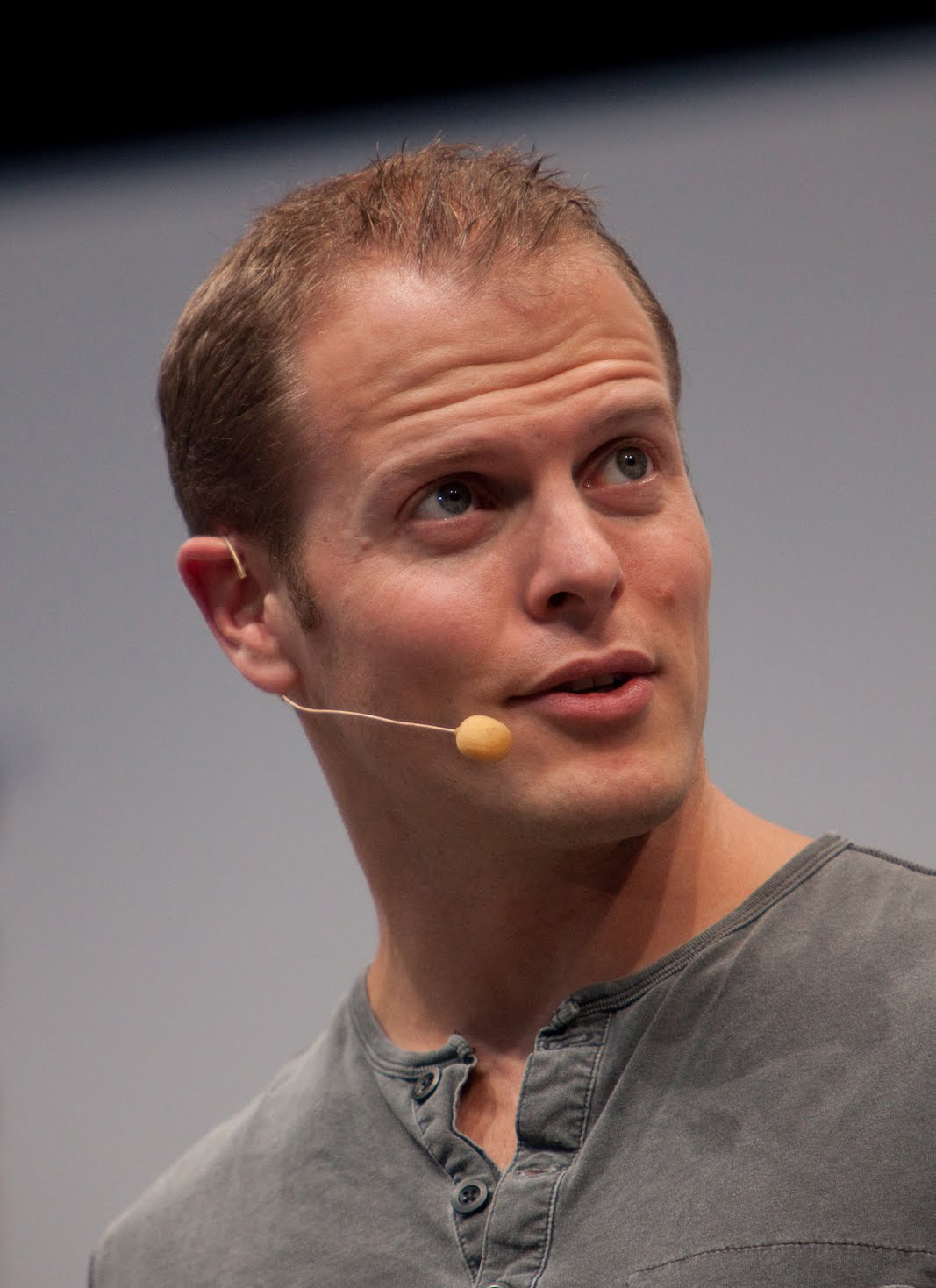
Timothy Ferriss (* 1977)

- Ferritto, Ray (1929–2004), italienisch-amerikanischer Mobster

### Ferro
- Ferro (* 1997), portugiesischer Fußballspieler
- Ferro Ruibal, Xesús (* 1944), spanischer Theologe und Philologe
- Ferro, Alexander (* 1981), deutscher Schlagersänger und Songwriter
- Ferro, António (1895–1956), portugiesischer Journalist und Politiker
- Ferro, Cosimo (* 1962), italienischer Degenfechter
- Ferro, Ferruccio (1952–2021), italienischer Radrennfahrer
- Ferro, Fiona (* 1997), französische Tennisspielerin
- Ferro, Gabriele (* 1937), italienischer Dirigent
- Ferro, Giovanni (1901–1992), italienischer Geistlicher und Erzbischof von Reggio Calabria
- Ferro, Gregorio (1742–1812), spanischer Maler, Kupferstecher und Akademiedirektor
- Ferro, Jacob (* 1989), US-amerikanischer Pokerspieler
- Ferro, Knopp (* 1953), österreichischer Bildhauer, Maler und Performancekünstler
- Ferro, Lionel (* 1995), argentinischer Schauspieler, Sänger und YouTuber
- Ferro, Lorenzo (* 1998), argentinischer Filmschauspieler
- Ferro, Luigi (1871–1937), italienischer Archivar
- Ferro, Marc (1924–2021), französischer Historiker
- Ferro, Marco Antonio († 1662), italienischer Komponist und Lautenist des Barock
- Ferro, Oscar (* 1967), uruguayischer Fußballspieler und -trainer
- Ferro, Pablo (1935–2018), kubanischer Filmtiteldesigner und Comiczeichner
- Ferro, Pascal Joseph von (1753–1809), österreichischer Arzt
- Ferro, Pietro (1903–1960), italienischer Komponist und Musikpädagoge
- Ferro, Raúl (* 1983), uruguayischer Fußballspieler
- Ferro, Robert (1941–1988), US-amerikanischer Schriftsteller und Hochschullehrer
- Ferro, Scipione del (1465–1526), italienischer Mathematiker
- Ferro, Tiziano (* 1980), italienischer PopsängerTiziano Ferro (* 1980)

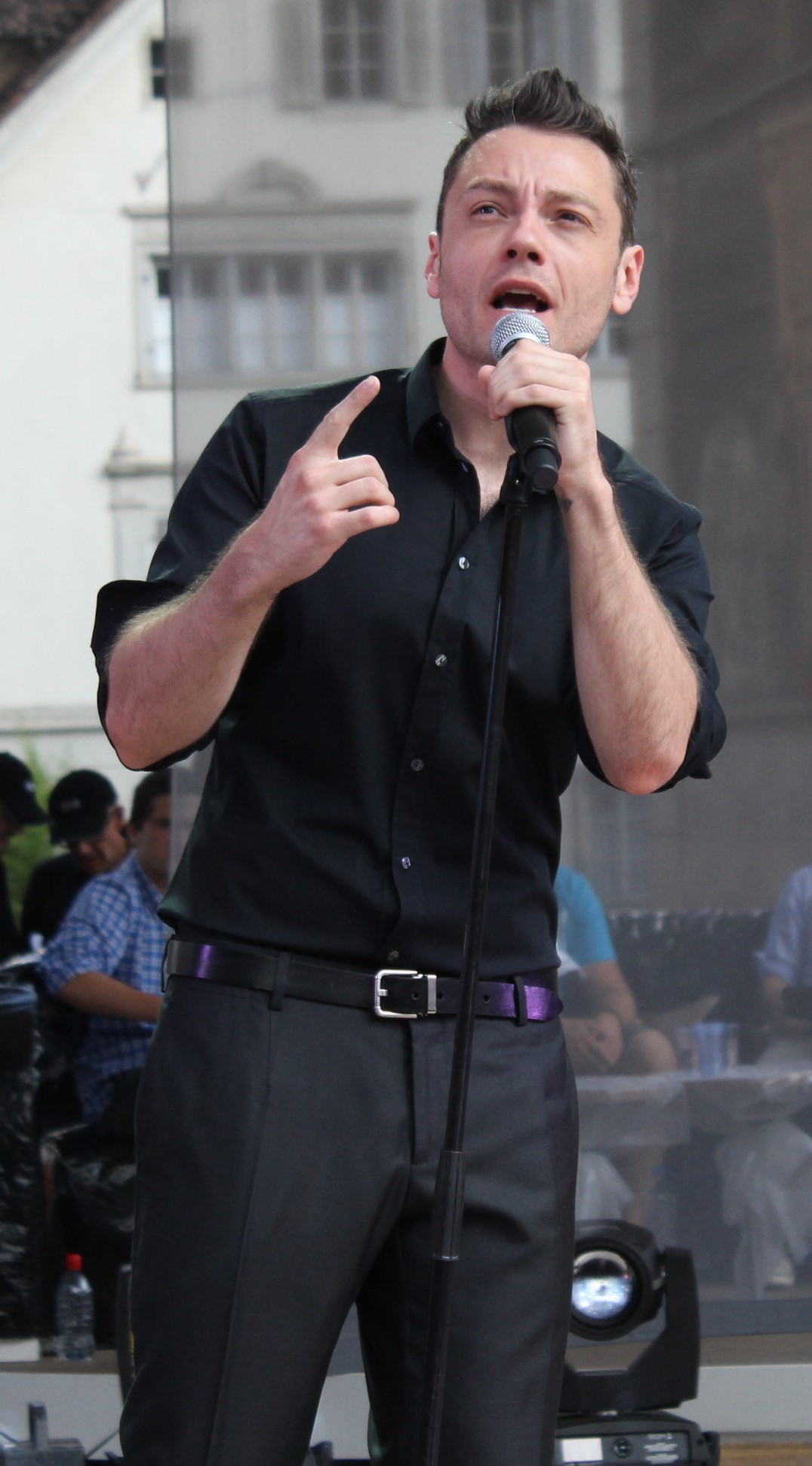
Tiziano Ferro (* 1980)

- Ferro, Turi (1921–2001), italienischer Schauspieler
- Ferrofino, Giovanni (1912–2010), römisch-katholischer Erzbischof und Nuntius in Haiti und Ecuador
- Ferrón, Daniel (* 1980), andorranischer Fußballspieler
- Ferron, Jacques (1921–1985), kanadischer Schriftsteller französischer Sprache und Arzt
- Ferron, Jean (1910–2003), französischer Geistlicher und Archäologe
- Ferrón, Julio (* 1988), uruguayischer Fußballspieler
- Ferron, Marie (1879–1971), österreichische Schauspielerin
- Ferron, Théophile (1830–1894), französischer General und Kriegsminister
- Ferron, Valentin (* 1998), französischer Radrennfahrer
- Ferrone, Steve (* 1950), englischer SchlagzeugerSteve Ferrone (* 1950)

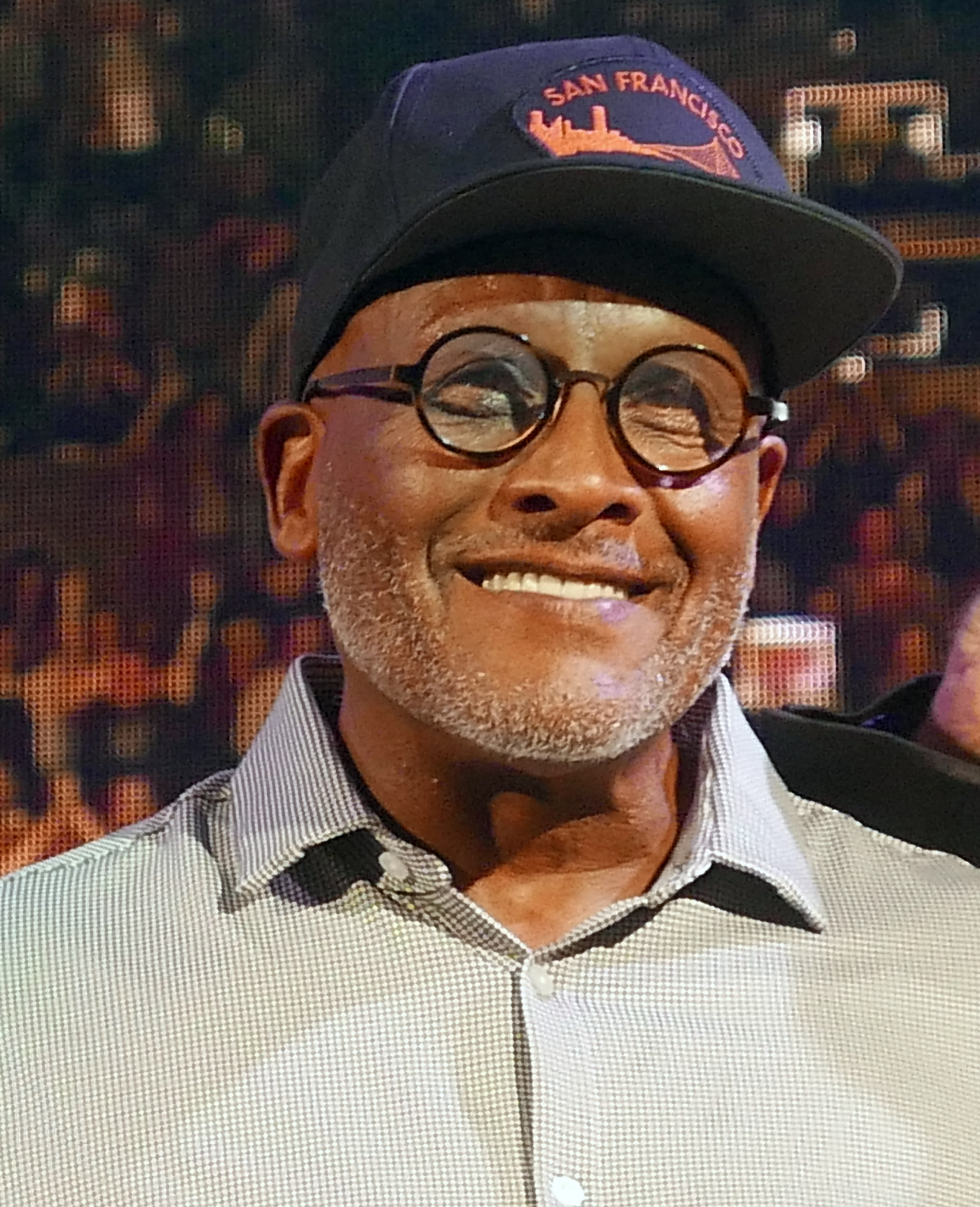
Steve Ferrone (* 1950)

- Ferronetti, Ignazio (* 1908), italienischer Filmeditor und Filmregisseur
- Ferroni, Gianfranco (1927–2001), italienischer Maler und Grafiker
- Ferroni, Giorgio (1908–1981), italienischer Filmregisseur und Dokumentarfilmer
- Ferroni, Vincenzo (1858–1934), italienischer Komponist und Musikpädagoge
- Ferroni, Violante (* 1720), florentinische Rokokomalerin
- Ferronius Vegetus, römischer Centurio
- Ferroud, Pierre Octave (1900–1936), französischer Komponist, Konzertveranstalter und Musikkritiker
- Ferrouillat, Joannis (1820–1903), französischer Politiker
- Ferroukhi, Ismaël (* 1962), französisch-marokkanischer Filmregisseur

### Ferru
- Ferru, Morgane (* 1991), französische SchauspielerinMorgane Ferru (* 1991)

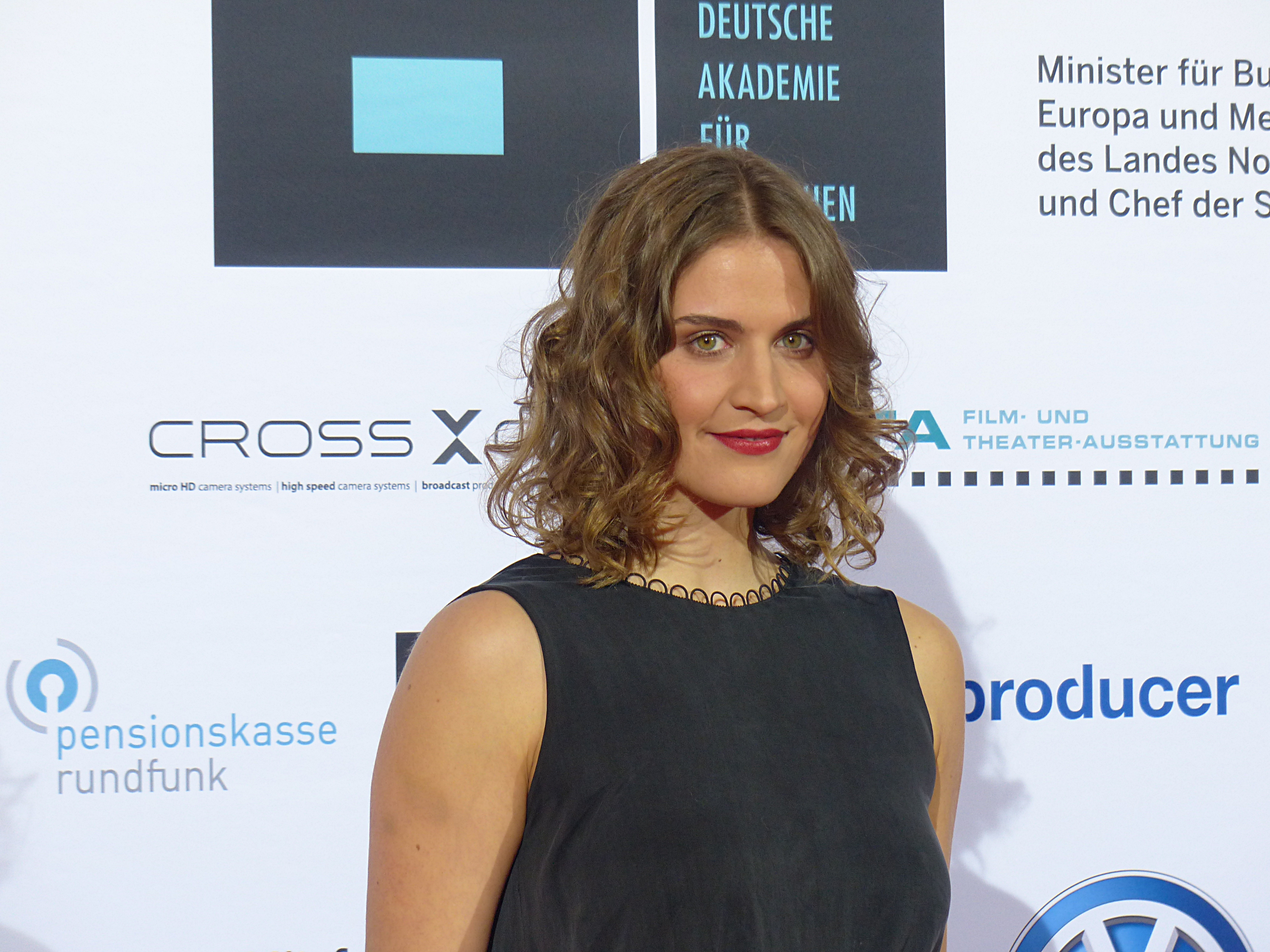
Morgane Ferru (* 1991)

- Ferrucci, Francesco (1489–1530), italienischer Heerführer
- Ferrucci, Frank (1951–2025), US-amerikanischer Musiker (Piano, Keyboard) und Filmkomponist
- Ferrucci, Roberto (* 1960), italienischer Schriftsteller
- Ferrucci, Santino (* 1998), US-amerikanischer Automobilrennfahrer
- Ferruggia, Benedetto, deutscher Tänzer
- Ferrulli, Leonardo (1918–1943), italienischer Pilot im Zweiten Weltkrieg
- Ferruolo, Arnolfo B. (1913–1982), US-amerikanischer Romanist und Italianist
- Ferrus, Diana (* 1953), südafrikanische Dichterin
- Ferrús, Gabriel, katalanischer Troubadour und Dichter
- Ferrutius, römischer Soldat und Heiliger
- Ferruzzi, Roberto (1853–1934), italienischer Maler

### Ferry
- Ferry, April (1932–2024), US-amerikanische Kostümbildnerin und Schauspielerin
- Ferry, Björn (* 1978), schwedischer Biathlet
- Ferry, Bruno (* 1967), französischer Fußballspieler
- Ferry, Bryan (* 1945), britischer Sänger und SongschreiberBryan Ferry (* 1945)

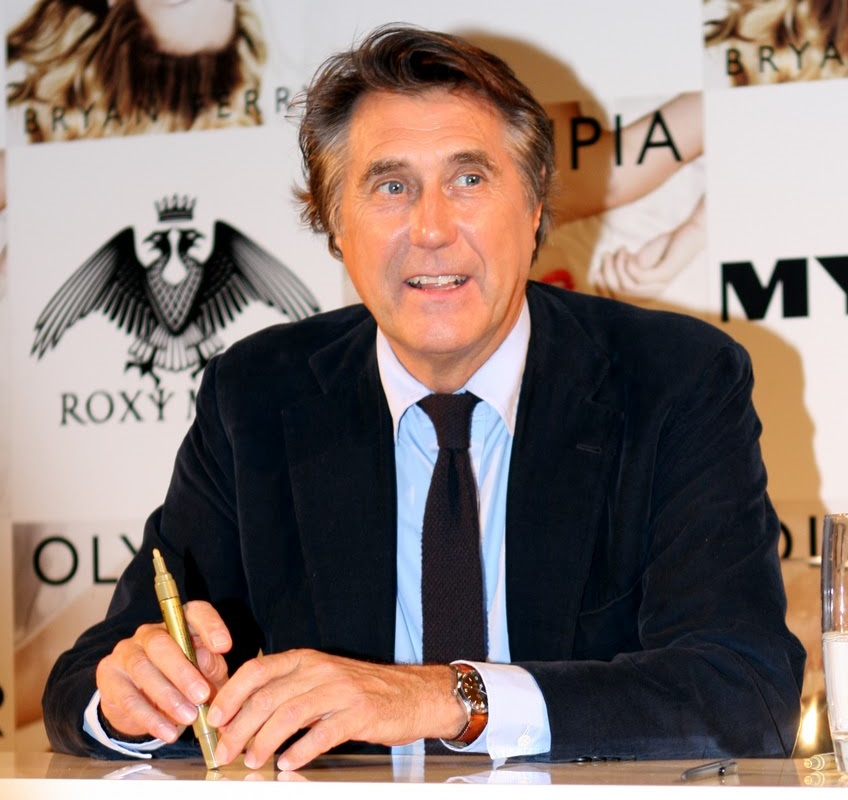
Bryan Ferry (* 1945)

- Ferry, Catherine (* 1953), französische Sängerin
- Ferry, Chloe (* 1995), englische Reality-Fernsehpersönlichkeit
- Ferry, Danny (* 1966), US-amerikanischer Basketballspieler
- Ferry, Edward (1941–2023), US-amerikanischer Ruderer
- Ferry, Elisha P. (1825–1895), US-amerikanischer Politiker
- Ferry, Gabriel (1809–1852), französischer Schriftsteller und Verfasser von Abenteuerromanen
- Ferry, John D. (1912–2002), US-amerikanischer Chemiker
- Ferry, Jules (1832–1893), französischer Politiker
- Ferry, Luc (* 1951), französischer Bildungspolitiker
- Ferry, Michel (1904–1997), französischer Fluchthelfer und Mitglied der Resistance
- Ferry, Nicolas (1741–1764), Hofzwerg
- Ferry, Orris S. (1823–1875), US-amerikanischer Politiker (Republikanische Partei)
- Ferry, Pasqual (* 1961), spanischer Comiczeichner
- Ferry, Thomas W. (1827–1896), US-amerikanischer Politiker
- Ferry, Will (* 2000), irischer Fußballspieler